# Кальварія (Пряшів)
Шаблон:Whc

Пряшівська Кальварія — це комплекс барокових каплиць і костелу, розташований на пагорбі висотою 265 метрів над рівнем моря, на західній околиці міста Пряшів.
Пам'ятка походить з першої половини XVIII століття і є визначним зразком сакральної архітектури бароко в регіоні. У минулому Пряшівську Кальварію вважали другою найкрасивішою кальварією на території Угорського королівства — після кальварії в Банській Штявниці.

## Історія
Пряшівська Кальварія виникла на початку XVIII століття завдяки діяльності єзуїтів у період рекатолизації, з ініціативи Товариства Помираючого Христа. Будівництво перших сакральних об'єктів розпочалося у 1720 році, хоча деякі каплиці Хресної дороги зводилися ще й у XIX столітті.
Першою освяченою спорудою стала восени 1721 року каплиця Христа на Оливковій горі разом із хрестом. Будівництво фінансувалося за кошти міста, а також завдяки пожертвам місцевих мешканців та навколишньої шляхти.
Увесь комплекс Кальварії було завершено лише у 1893 році. До нього входять:
- церква Воздвиження Святого Хреста,
- чотирнадцять каплиць Хресної дороги,
- каплиця Святих Сходів,
- катакомби,
- Прилеглий цвинтар.

Кальварія є важливою історико-релігійною пам'яткою Пряшева, яка поєднує духовну, архітектурну та мистецьку спадщину регіону.

## Архітектура
Усі каплиці Хресної дороги, за винятком каплиці Святих Сходів, мають подібну архітектуру: фасад зі щитом, прикрашений орнаментами, гербом жертводавця (частково збережені герби належать: Дешеві — II стація, Сірмаї — VIII та XI стації, Баркоці — ймовірно X стація, Клобушицький — XII стація, місто Пряшів — XIV стація), а також напівкруглий склепінчастий вхідний портал. Захисні ґрати каплиць виконані з багатим декоративним оздобленням.
Каплиця Святих Сходів є архітектурно унікальною серед інших і була зведена у 1765 році за зразком каплиці Sancta Scala при Латеранській базиліці в Римі. Її збудував литовський князь Кароль II Радзивілл як знак вдячності місту Пряшів за надання притулку після його вимушеної втечі з Польщі. Над входом до цієї каплиці розміщено княжий герб. Інтер'єр каплиці містить 28 сходинок, вівтар з кам'яною скульптурною композицією П'єти та настінні розписи, виконані художником Ондреєм Тртіною.

## Каплиці Хресної дороги
Хресна дорога (Krížová cesta) в Кальварії в Пряшеві — це сакральний архітектурно-релігійний комплекс, що складається з 14 стацій (зупинок), які символічно зображають останній шлях Ісуса Христа — від Таємної вечері до його вознесіння на небо. Цей шлях є центральним елементом християнської традиції, зокрема в час Великого посту, коли віряни роздумують над страстями Христовими.
У випадку Кальварії в Пряшеві, хресна дорога представлена у вигляді каплиць, розташованих уздовж спеціально облаштованого маршруту. Кожна з 14 каплиць присвячена окремій сцені зі Страстей Христових. Архітектурно ці каплиці утворюють просторову і духовну вісь, яка веде прочан від початку страждань Христа до кульмінації — його воскресіння і вознесіння.
Кожна каплиця містить скульптурну або мальовану композицію, яка ілюструє відповідну подію. Таким чином, відвідувачі можуть не лише візуально ознайомитися з подіями Євангелія, але й символічно пройти цей шлях, роздумуючи над його значенням.
Хресна дорога в Кальварії Пряшева є важливим об'єктом релігійної та культурної спадщини міста, а також місцем паломництва, молитви і внутрішнього очищення.

Хресна дорога складається з 14 стацій, представлених такими каплицями:

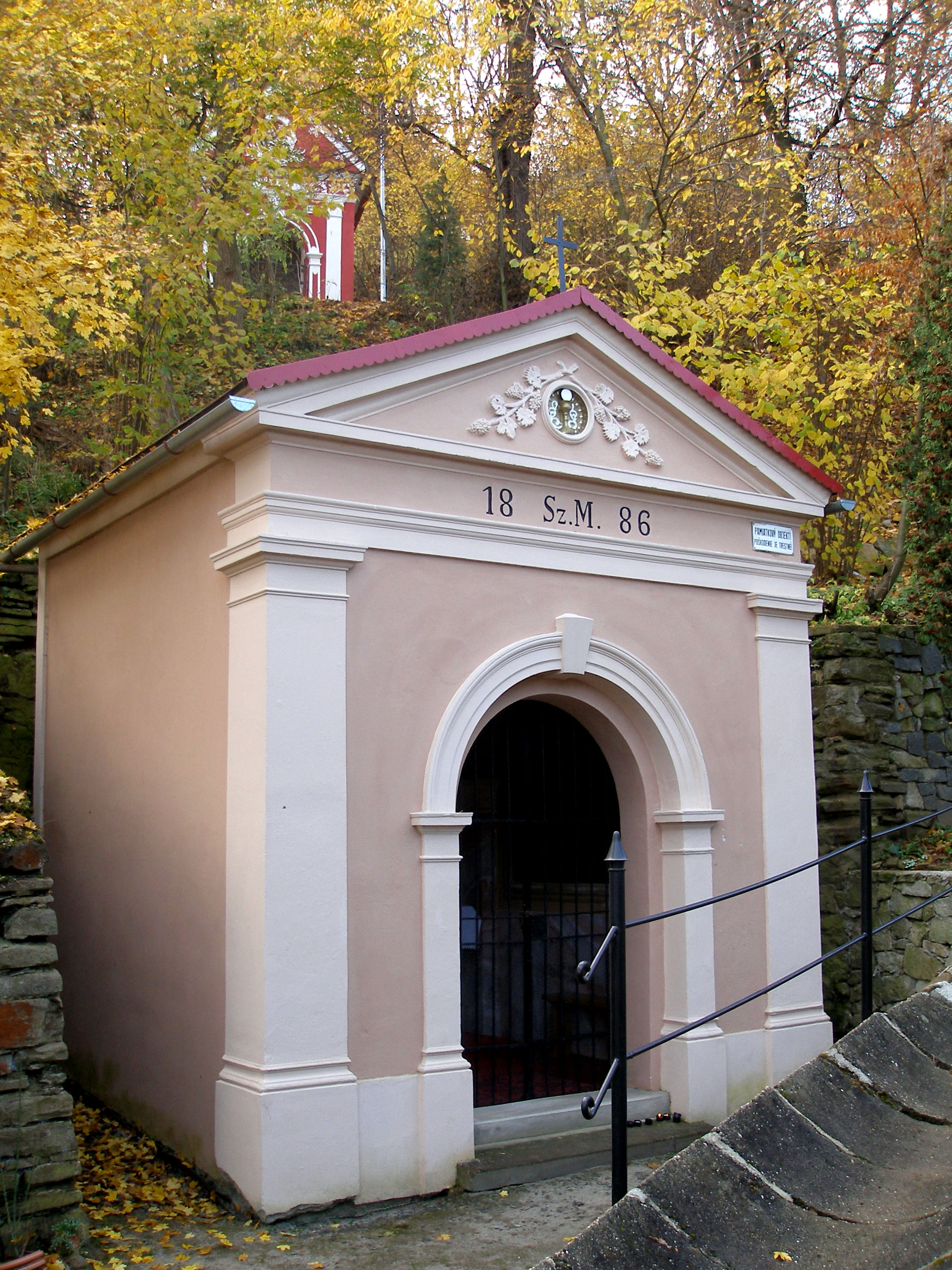
Зупинка 1. Таємна вечеря
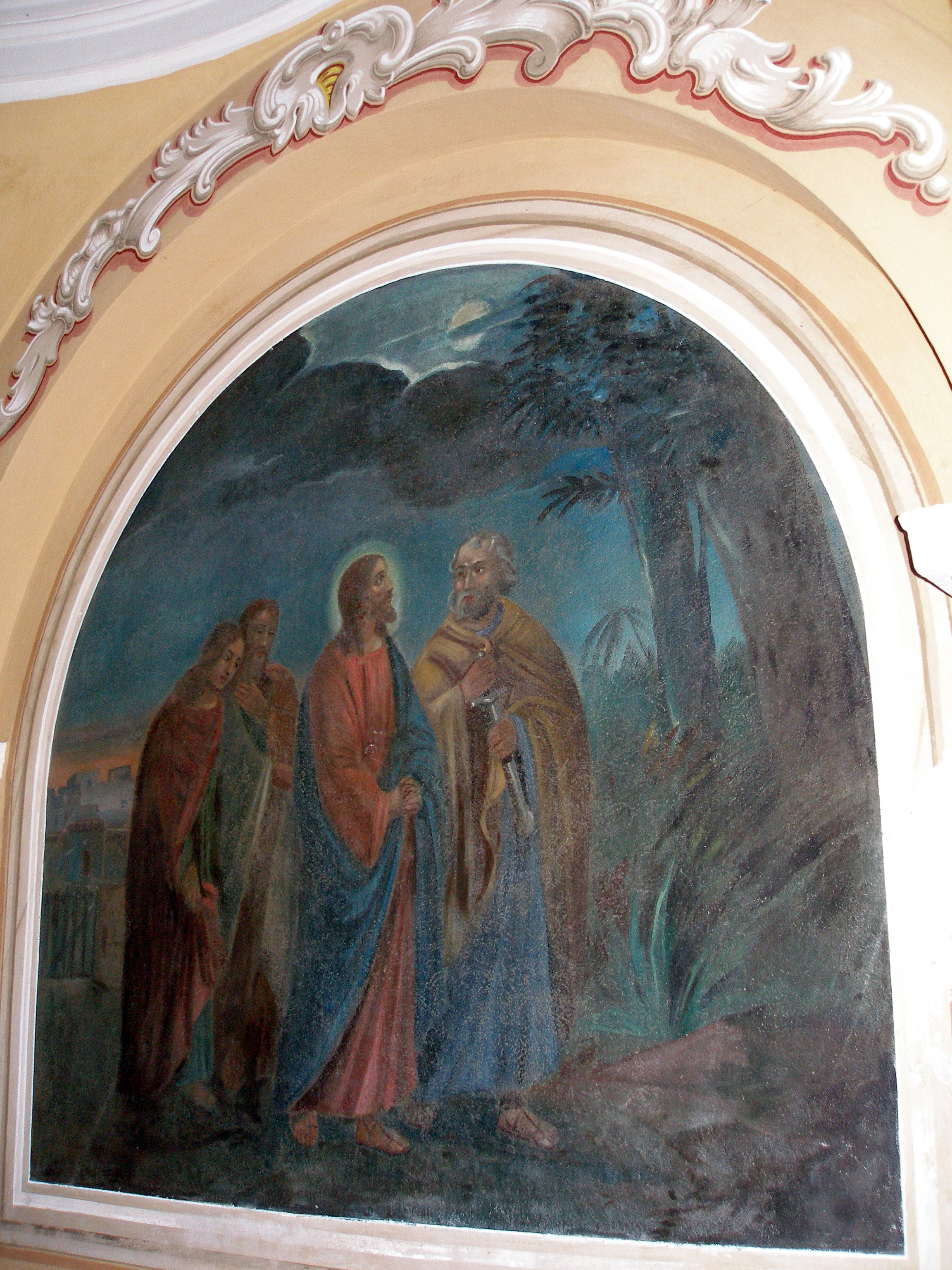
Зупинка 1. Тайна вечеря, інтер'єр
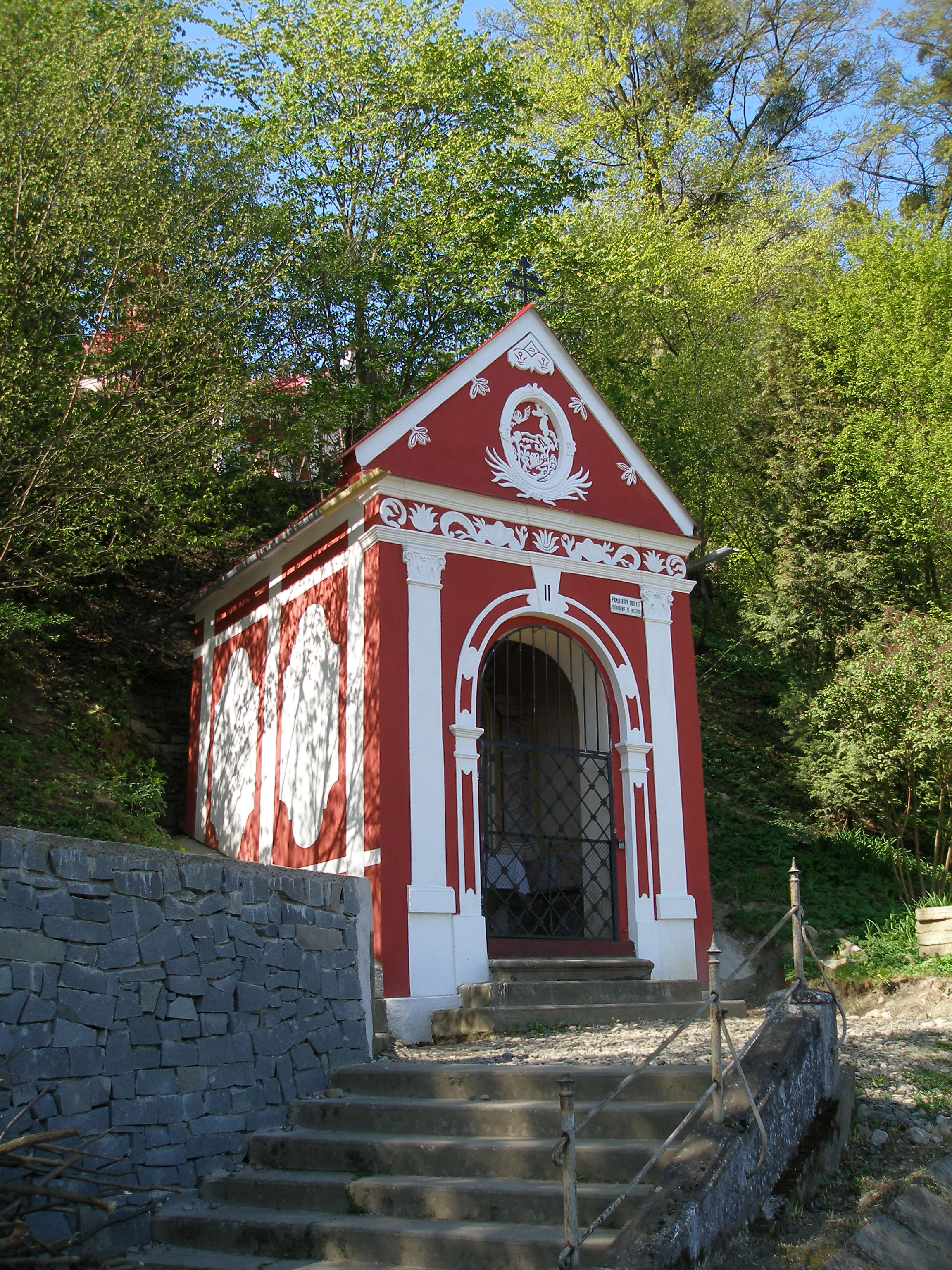
Зупинка 2. Ісус на Оливковій горі
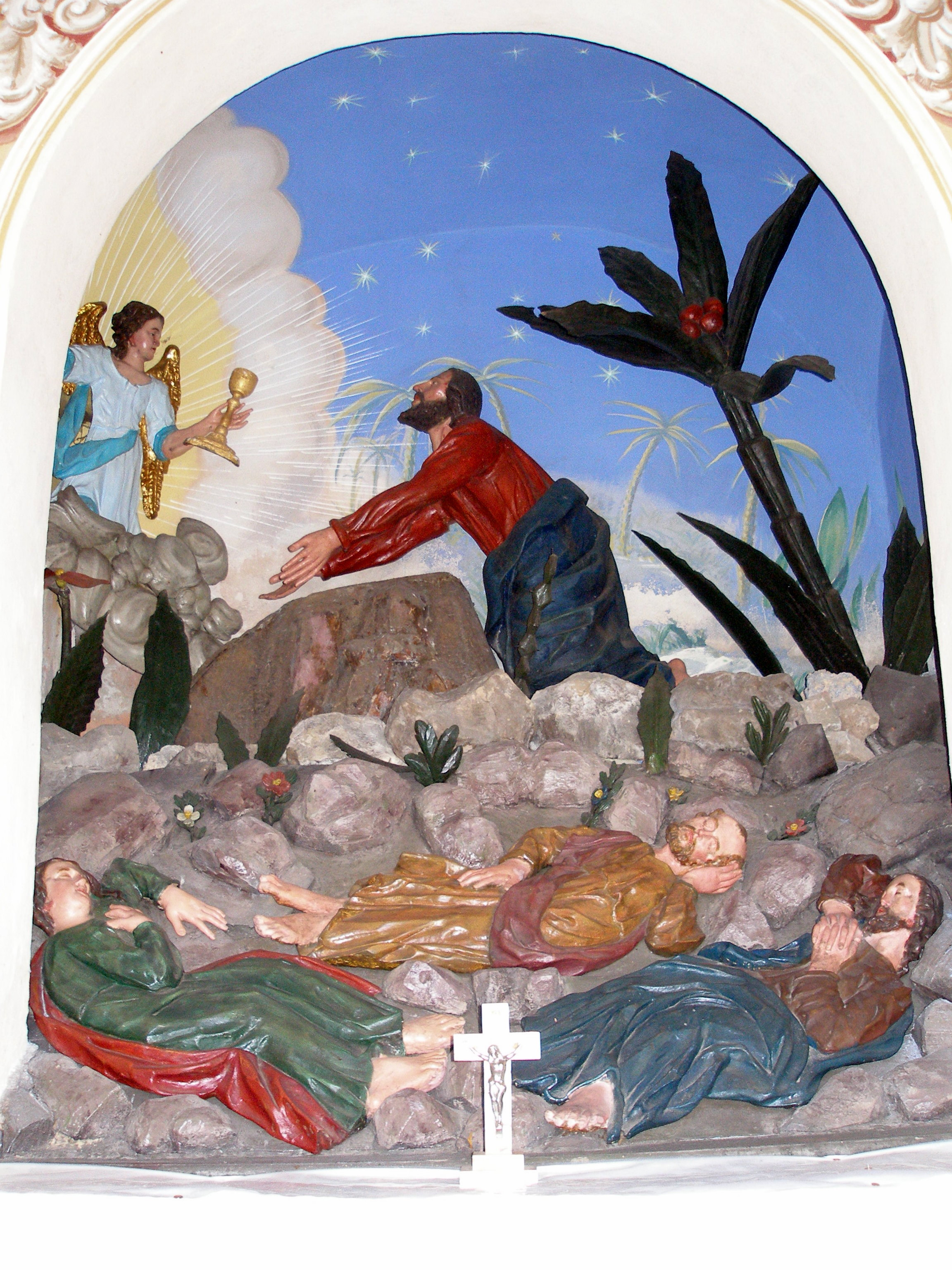
Зупинка 2. Ісус на Оливковій горі, інтер'єр
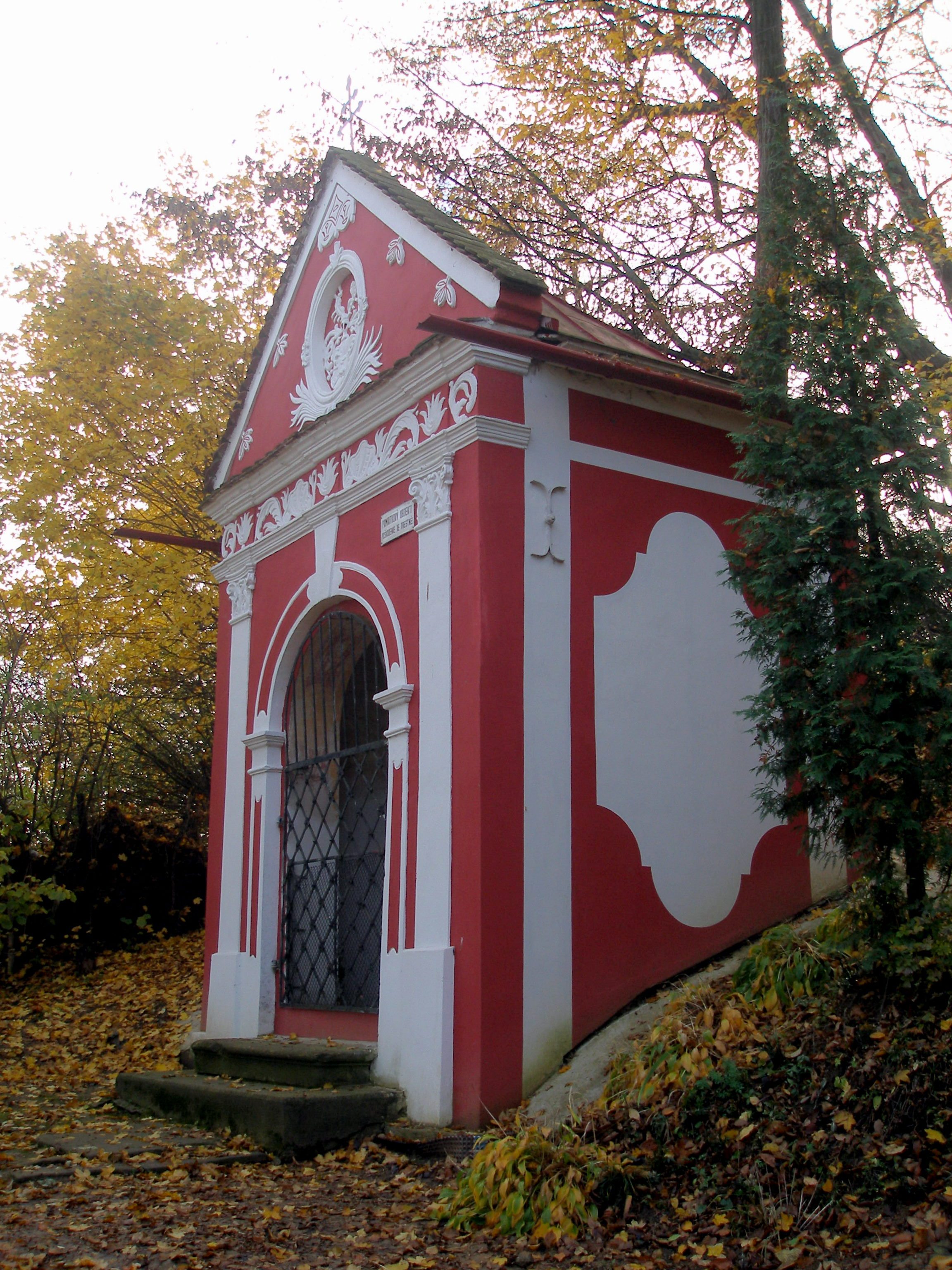
Зупинка 3. Ісуса б’ють перед первосвященником Анною
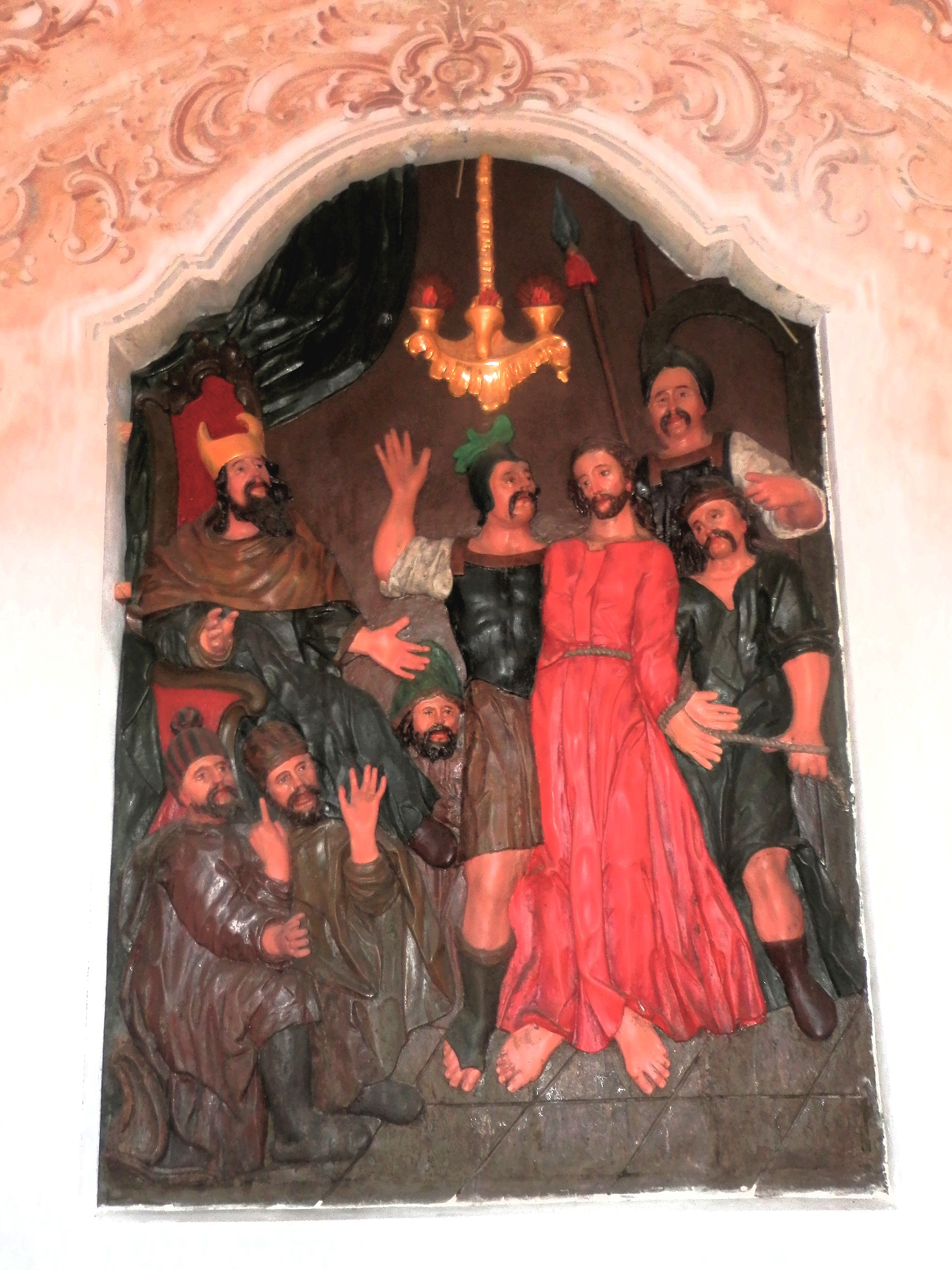
Зупинка 3. Ісуса б’ють перед первосвященником Анною, інтер'єр
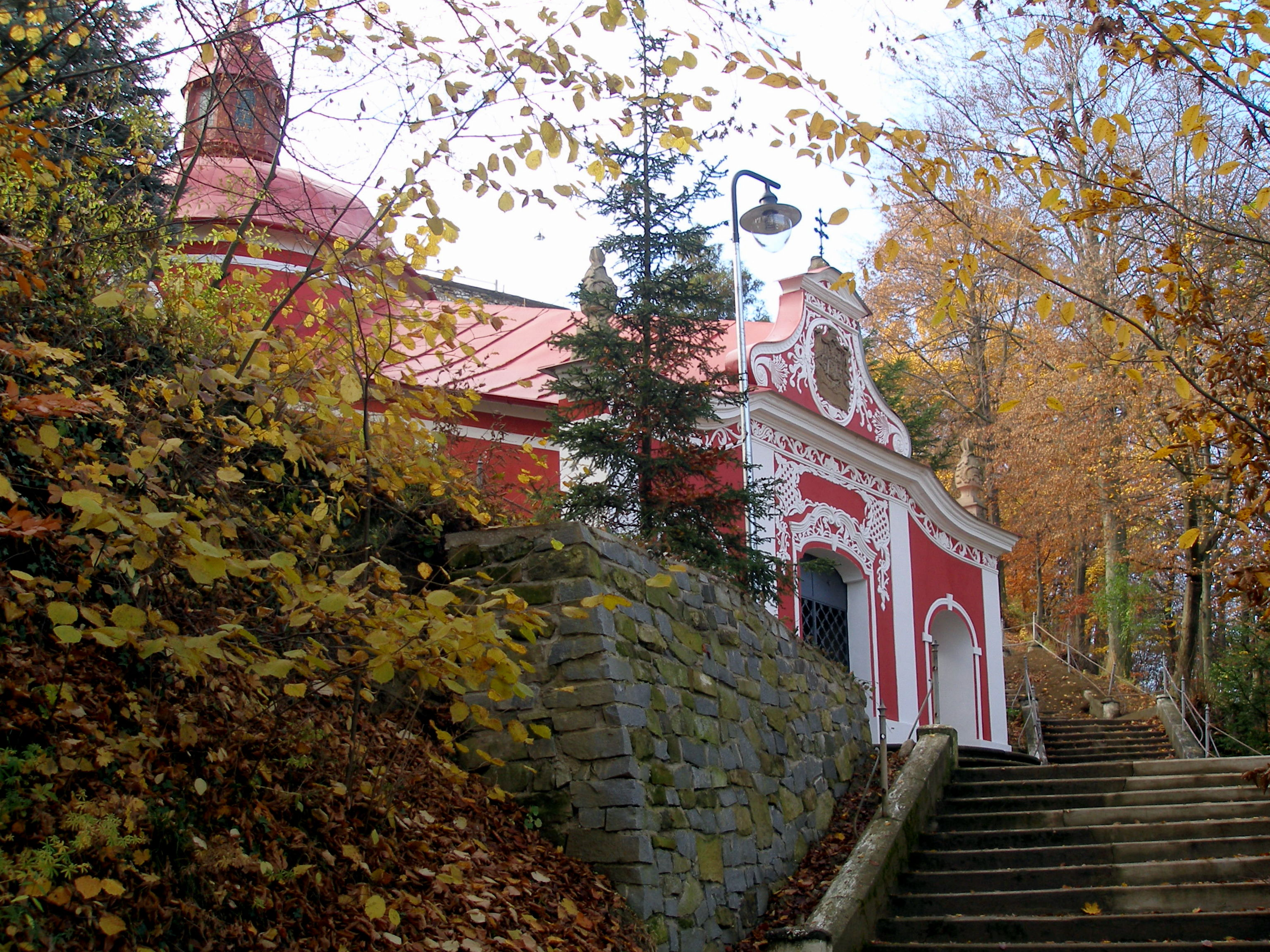
Зупинка 4. Святі сходи
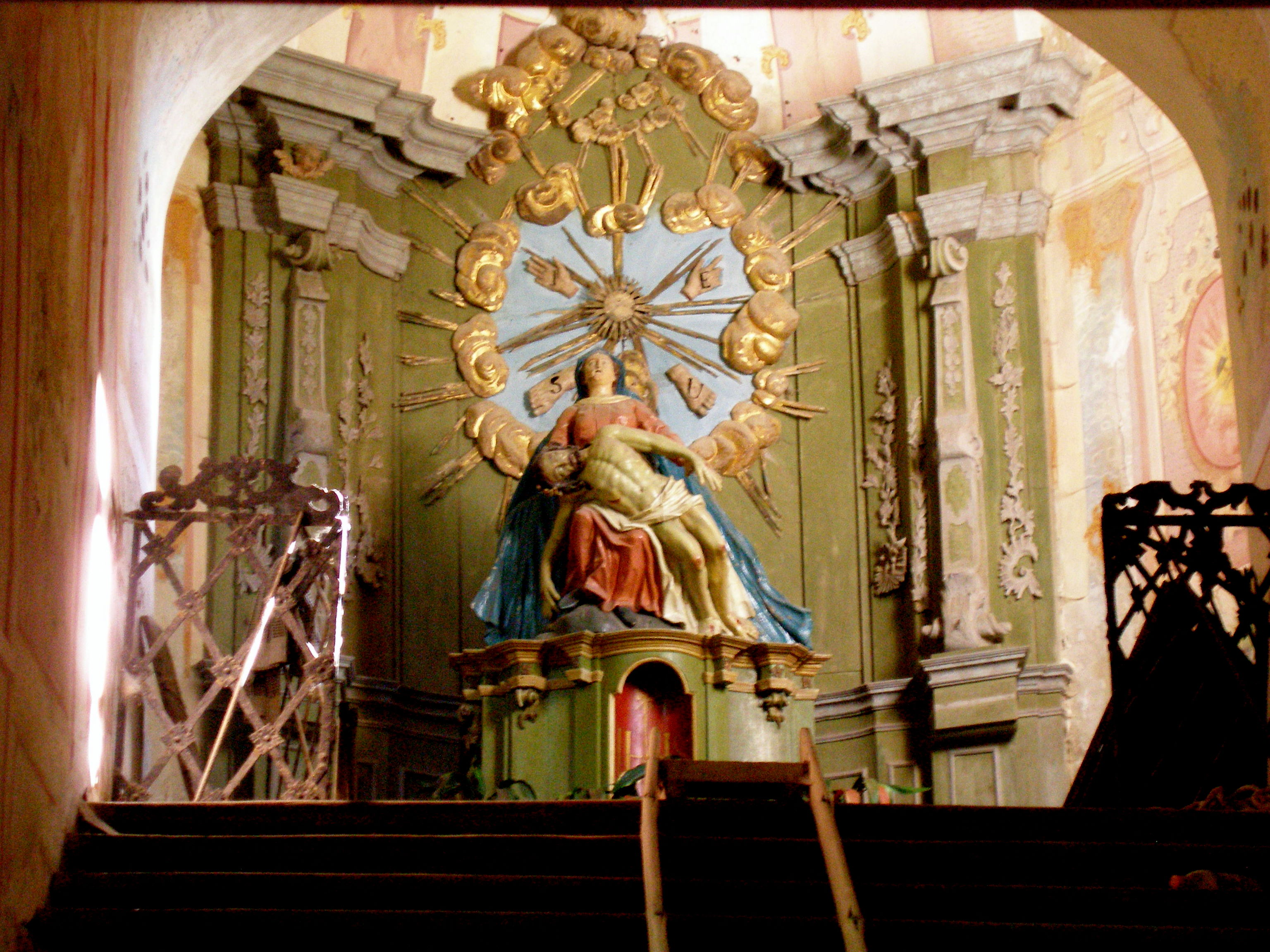
Зупинка 4. Святі сходи, інтер'єр
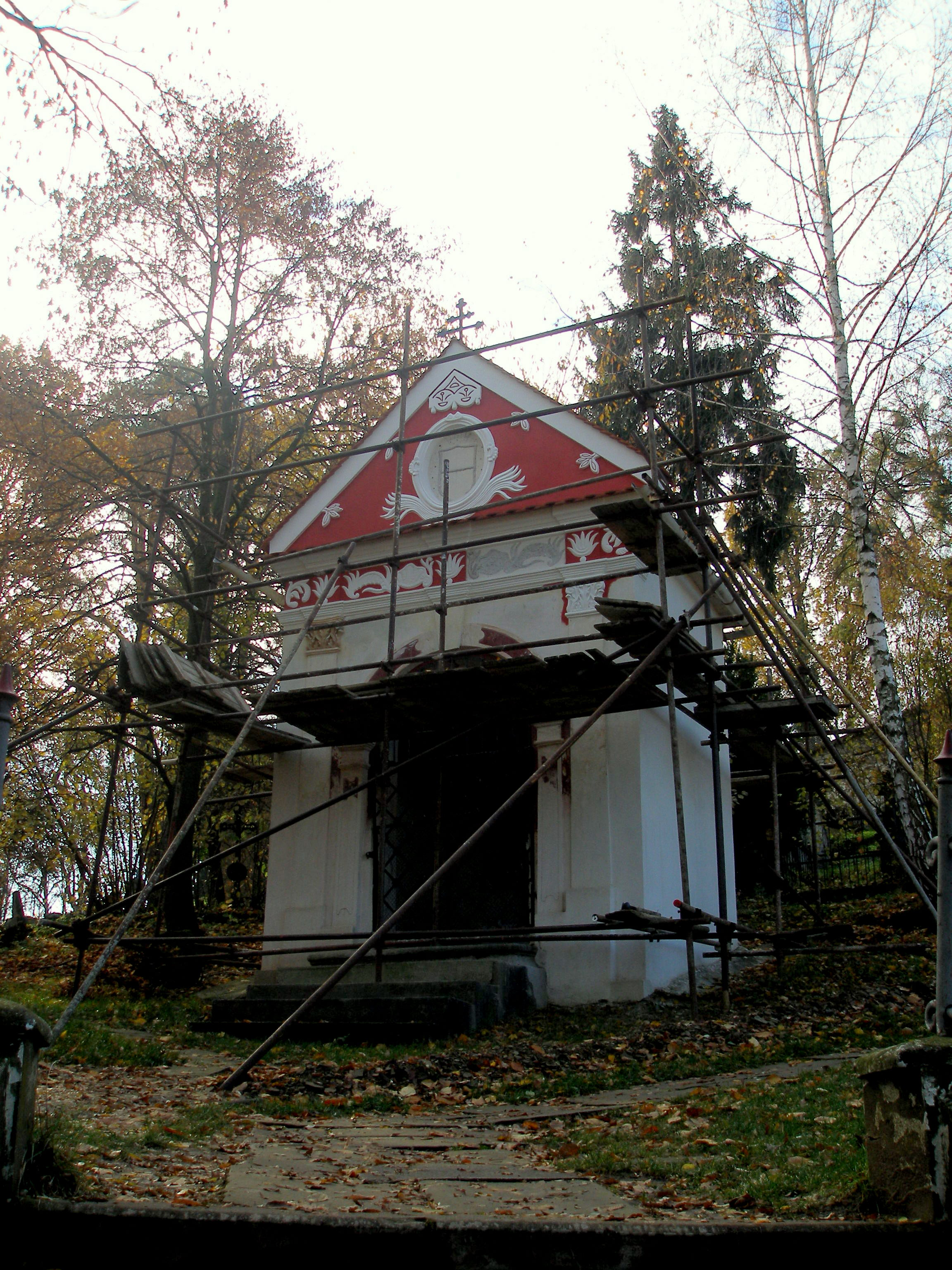
Зупинка 5. Бичування
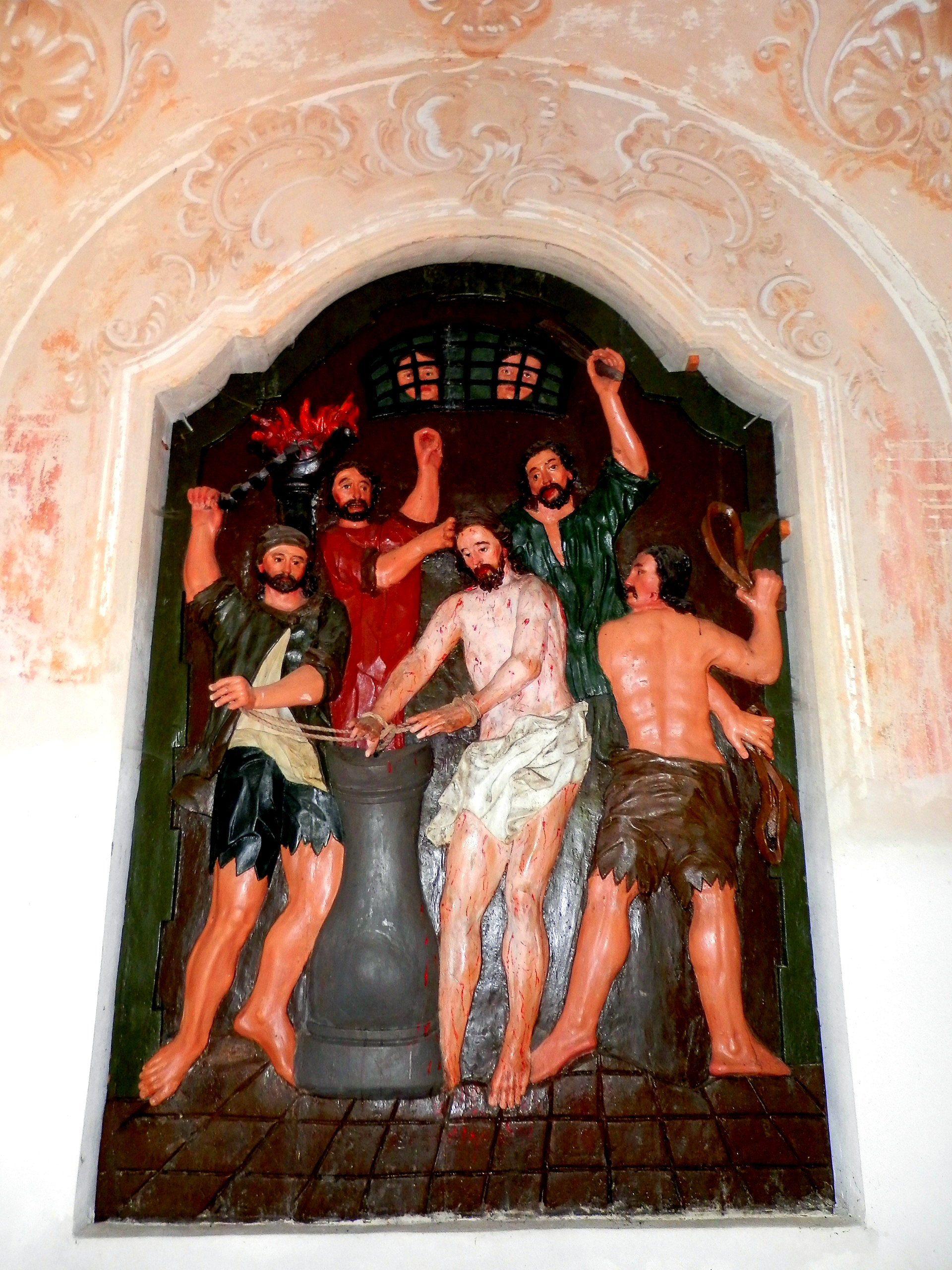
Зупинка 5. Бичування, інтер'єр
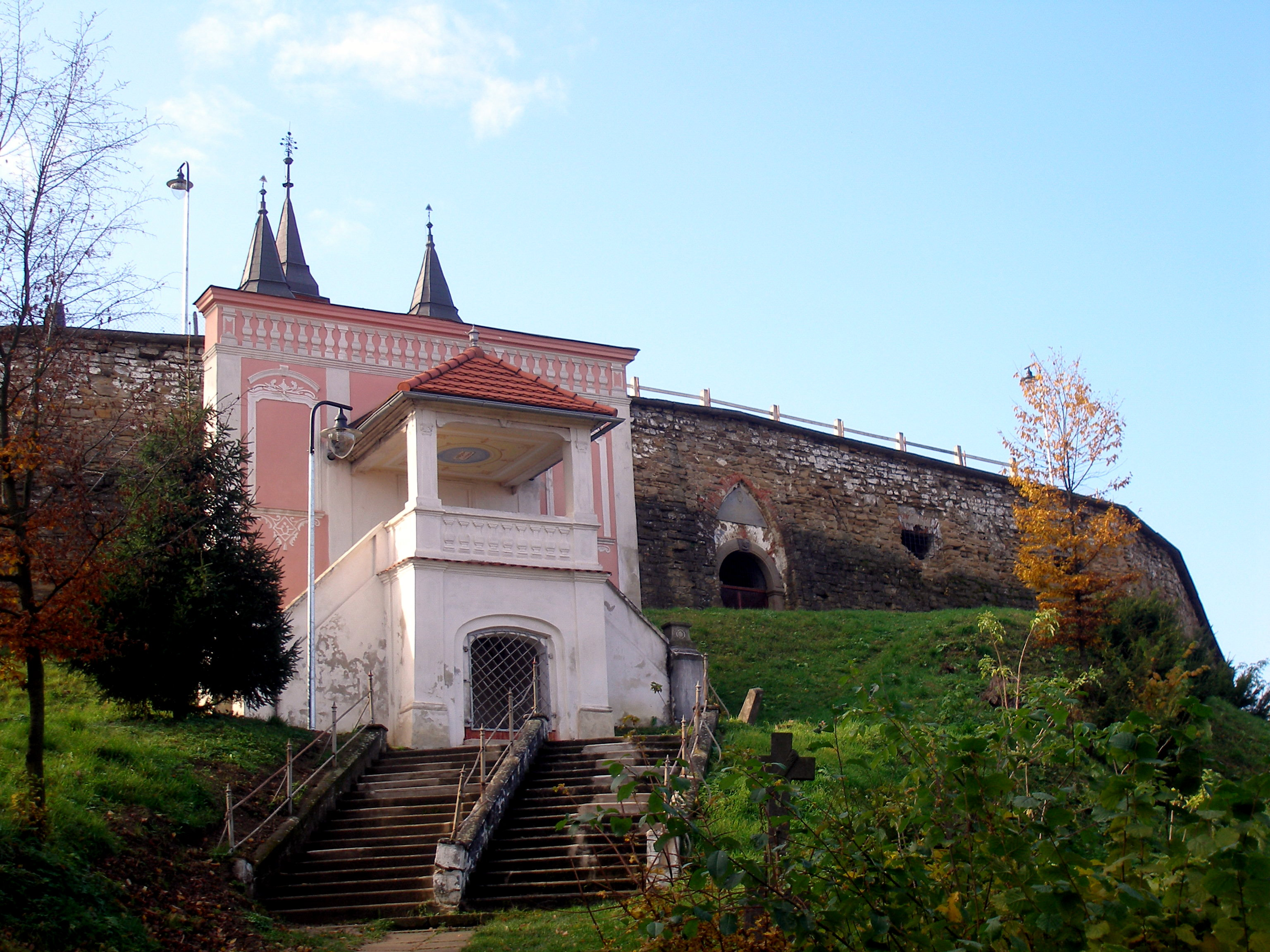
Зупинка 6. Невідомий фундатор
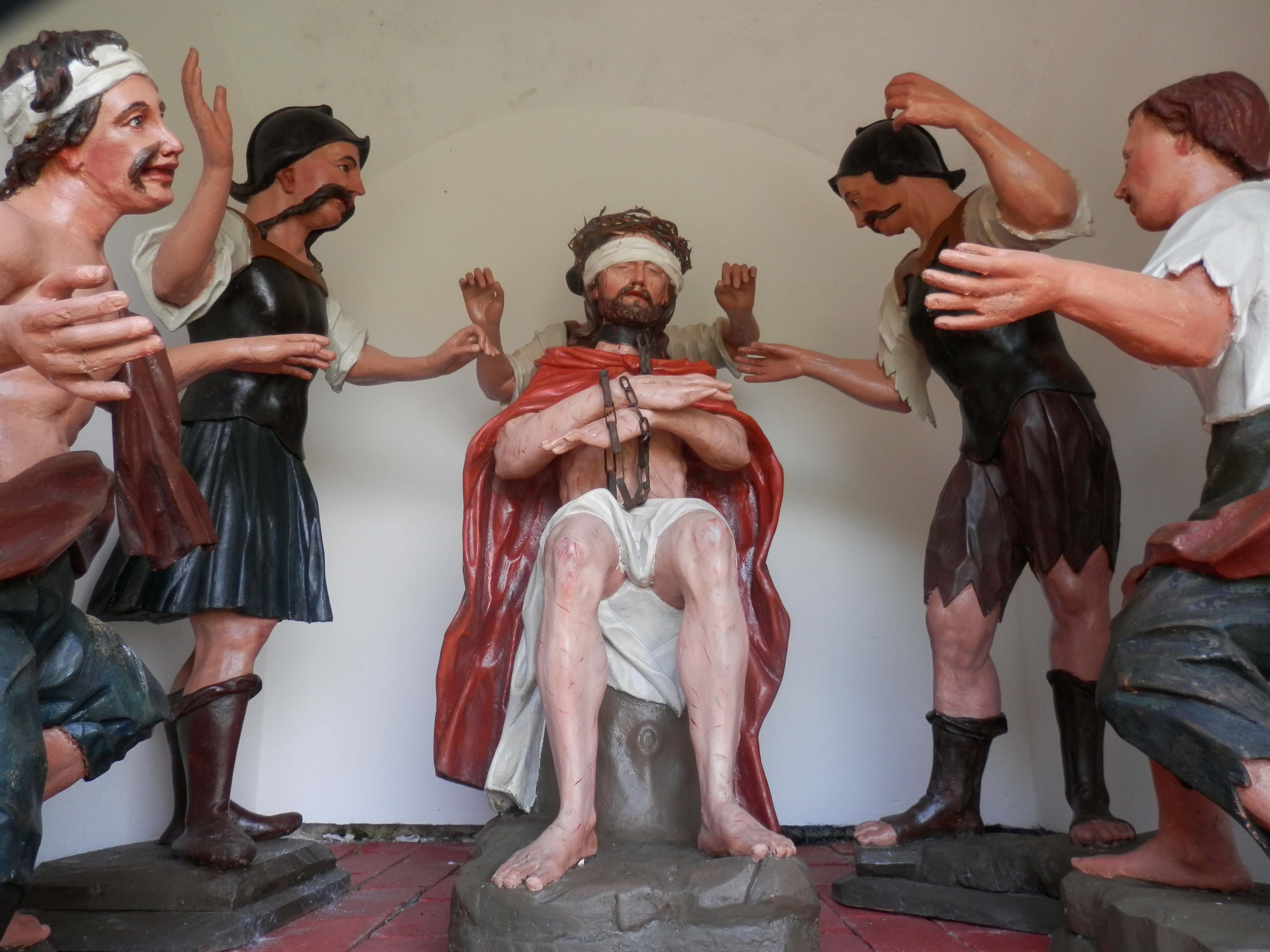
Зупинка 6. Невідомий фундатор, інтер'єр
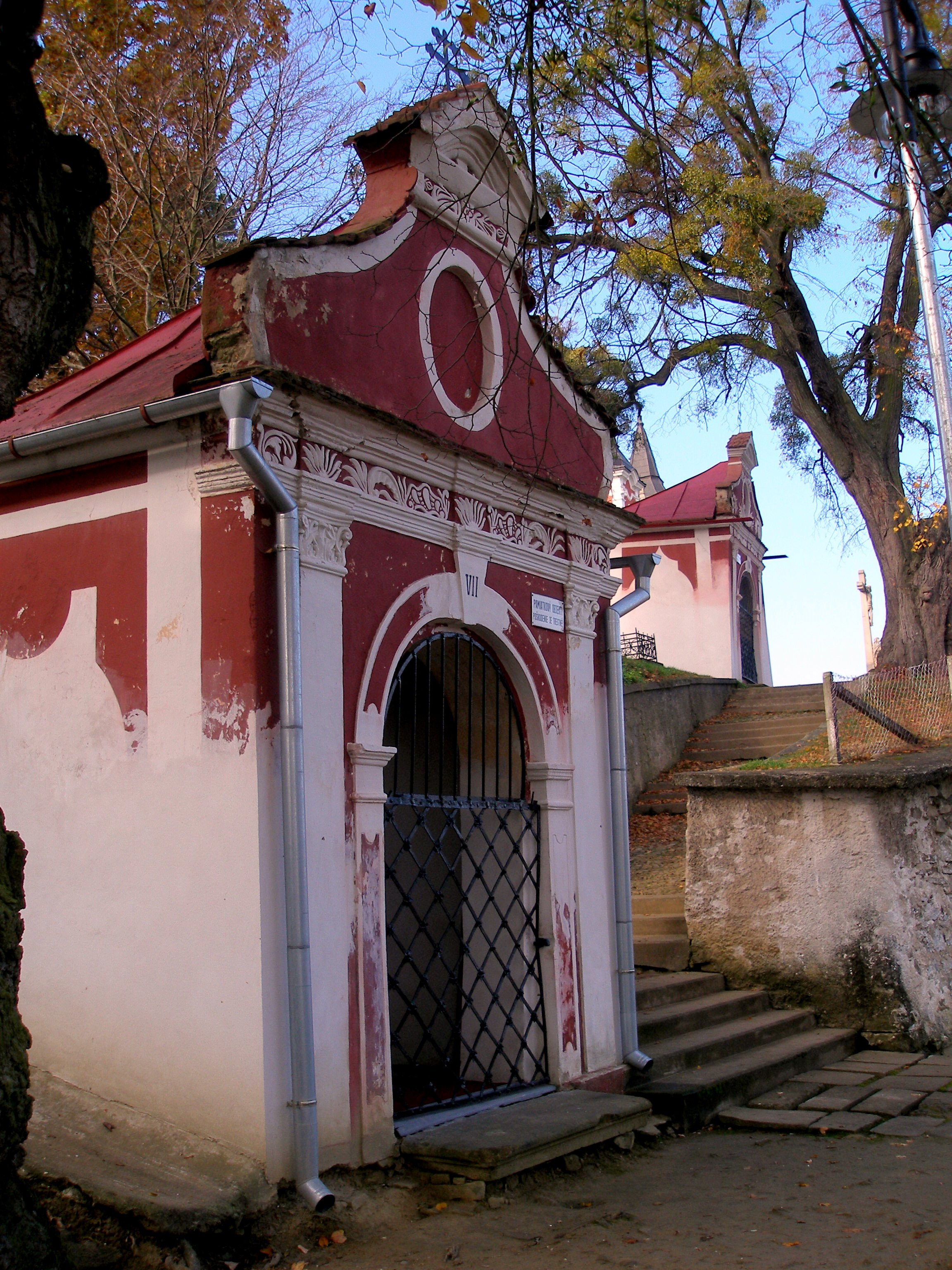
Зупинка 7. Зустріч Ісуса з плачучими жінками
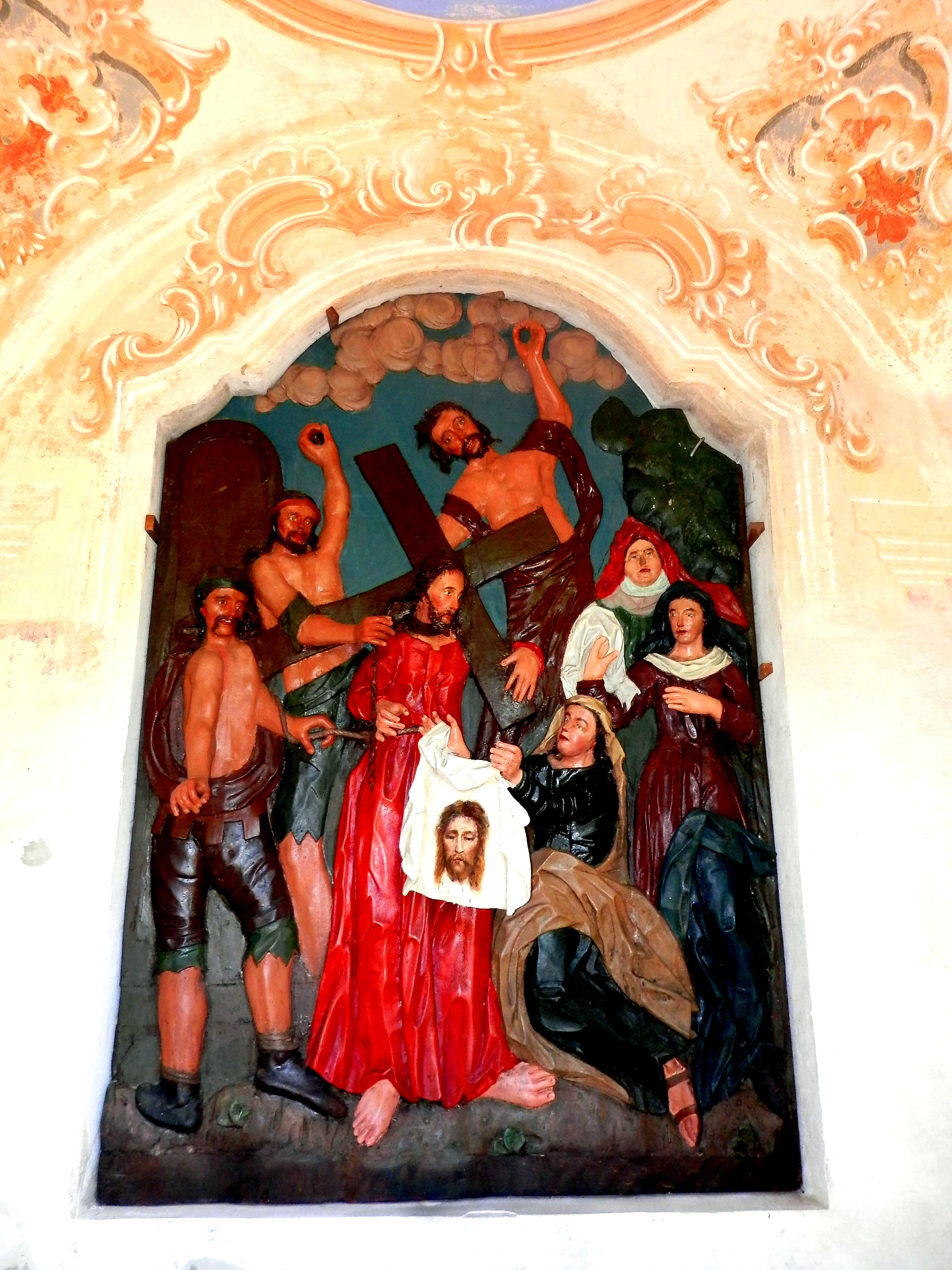
Зупинка 7. Зустріч Ісуса з плачучими жінками, інтер'єр
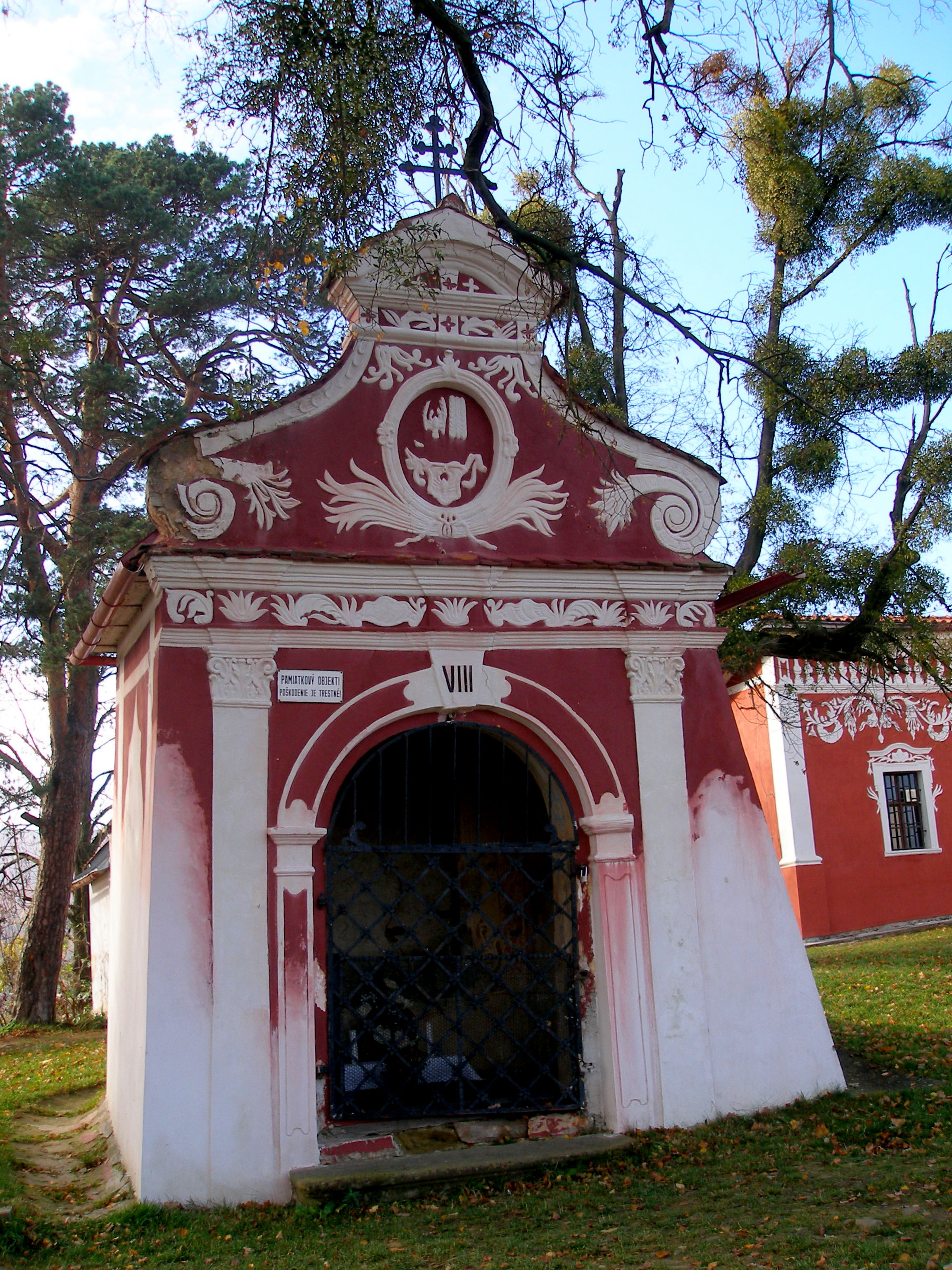
Зупинка 8. Розп’яття
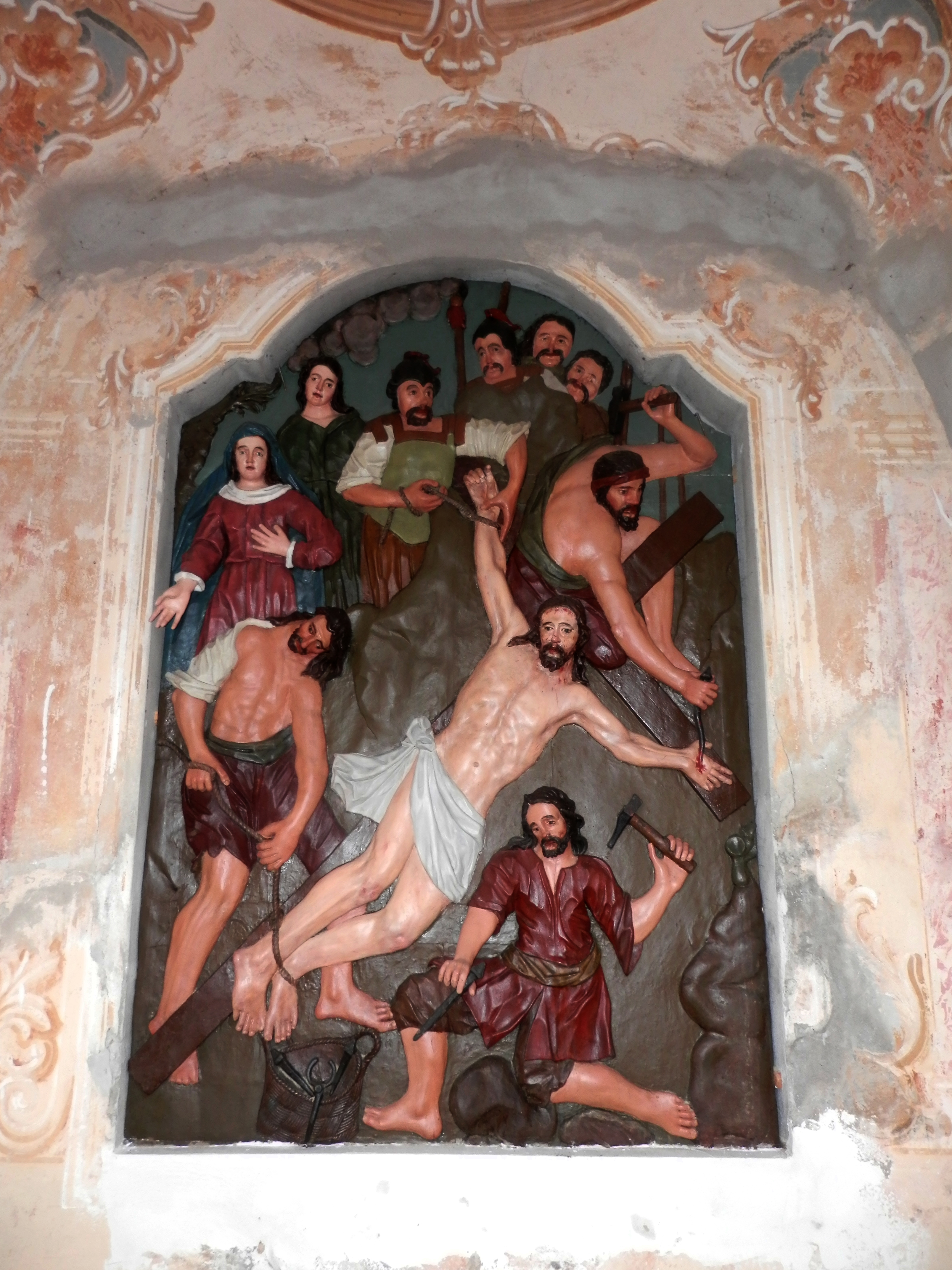
Зупинка 8. Розп’яття, інтер'єр
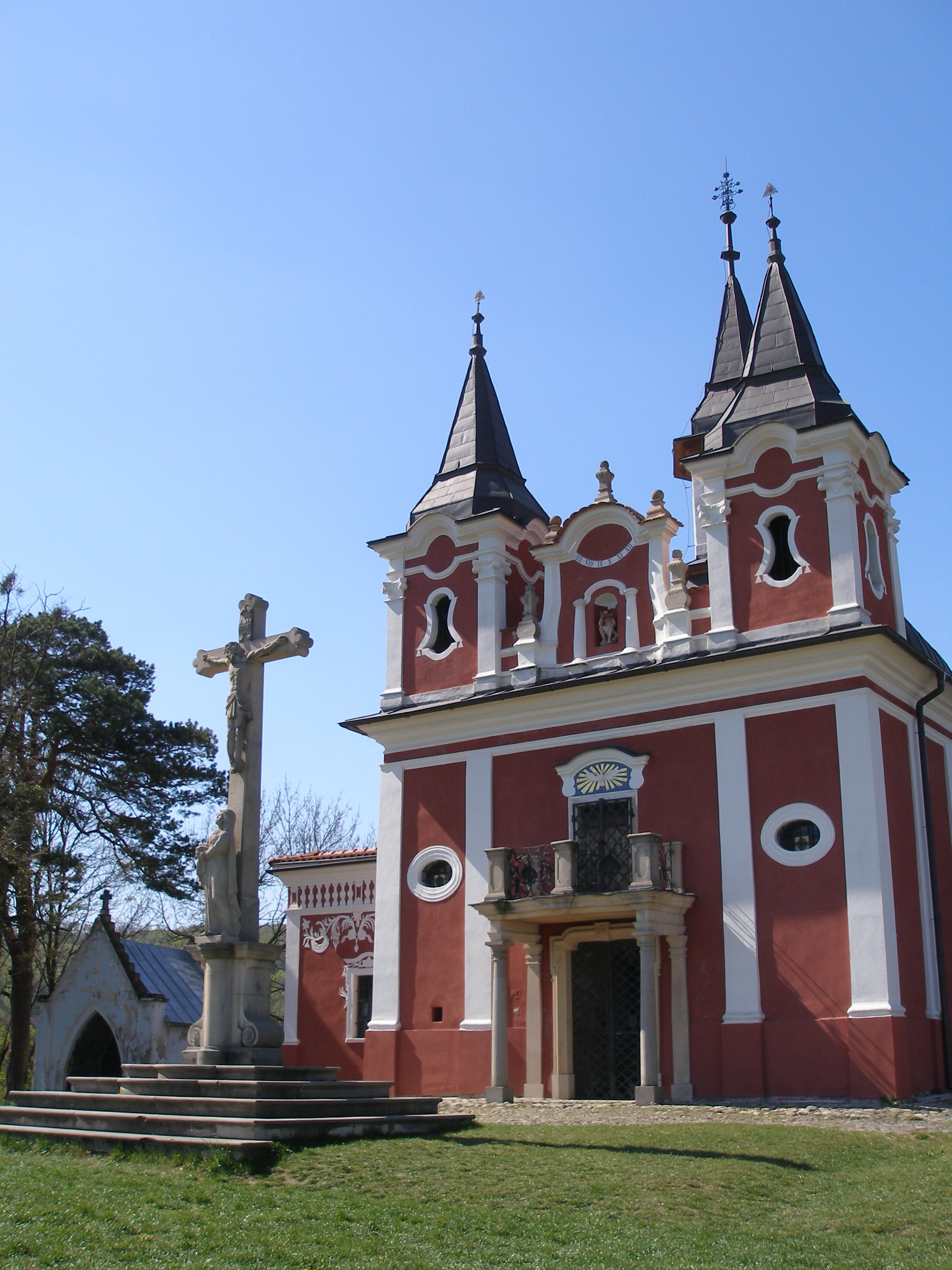
Зупинка 9. Христос на хресті
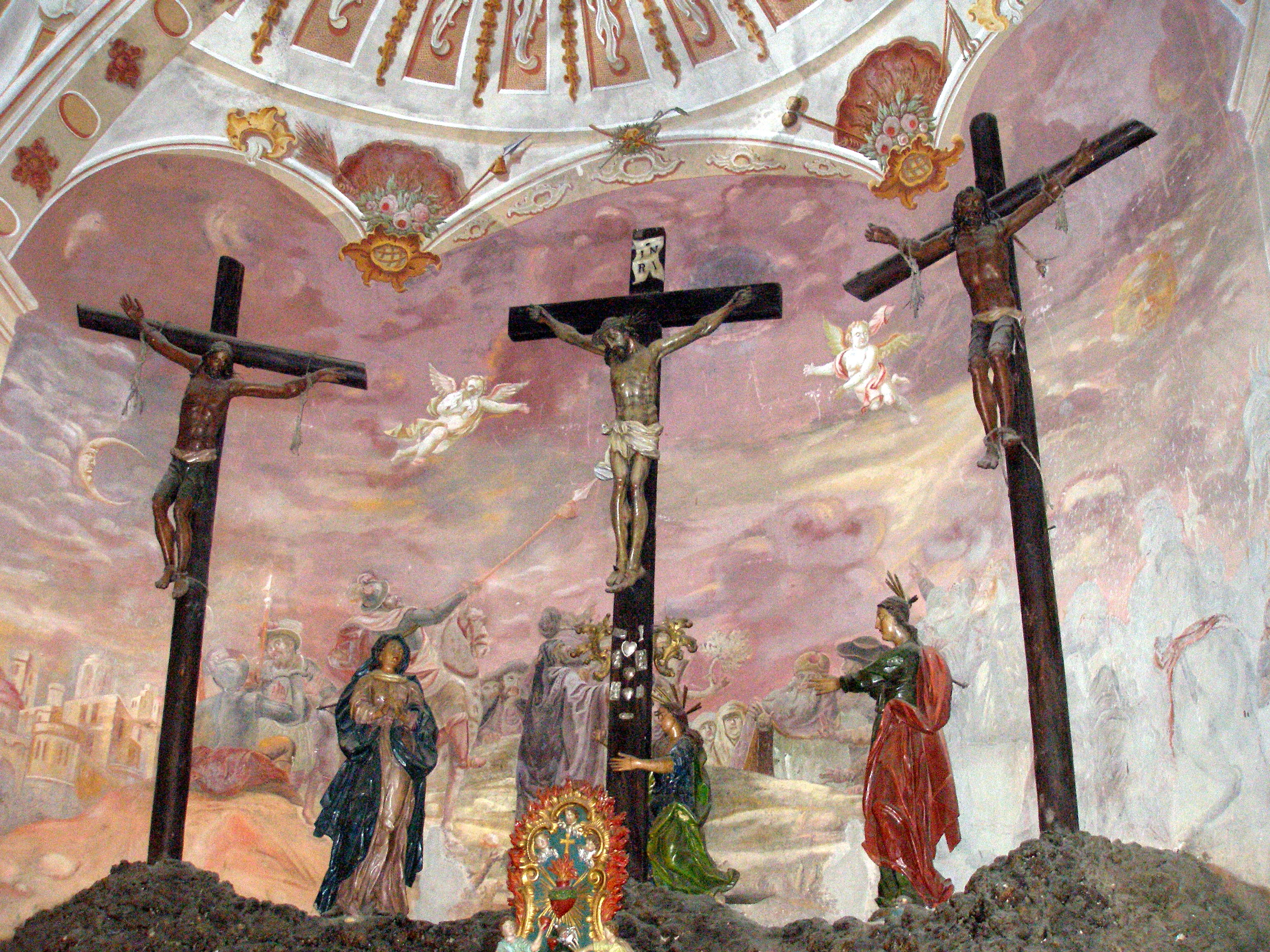
Зупинка 9. Христос на хресті, інтер'єр
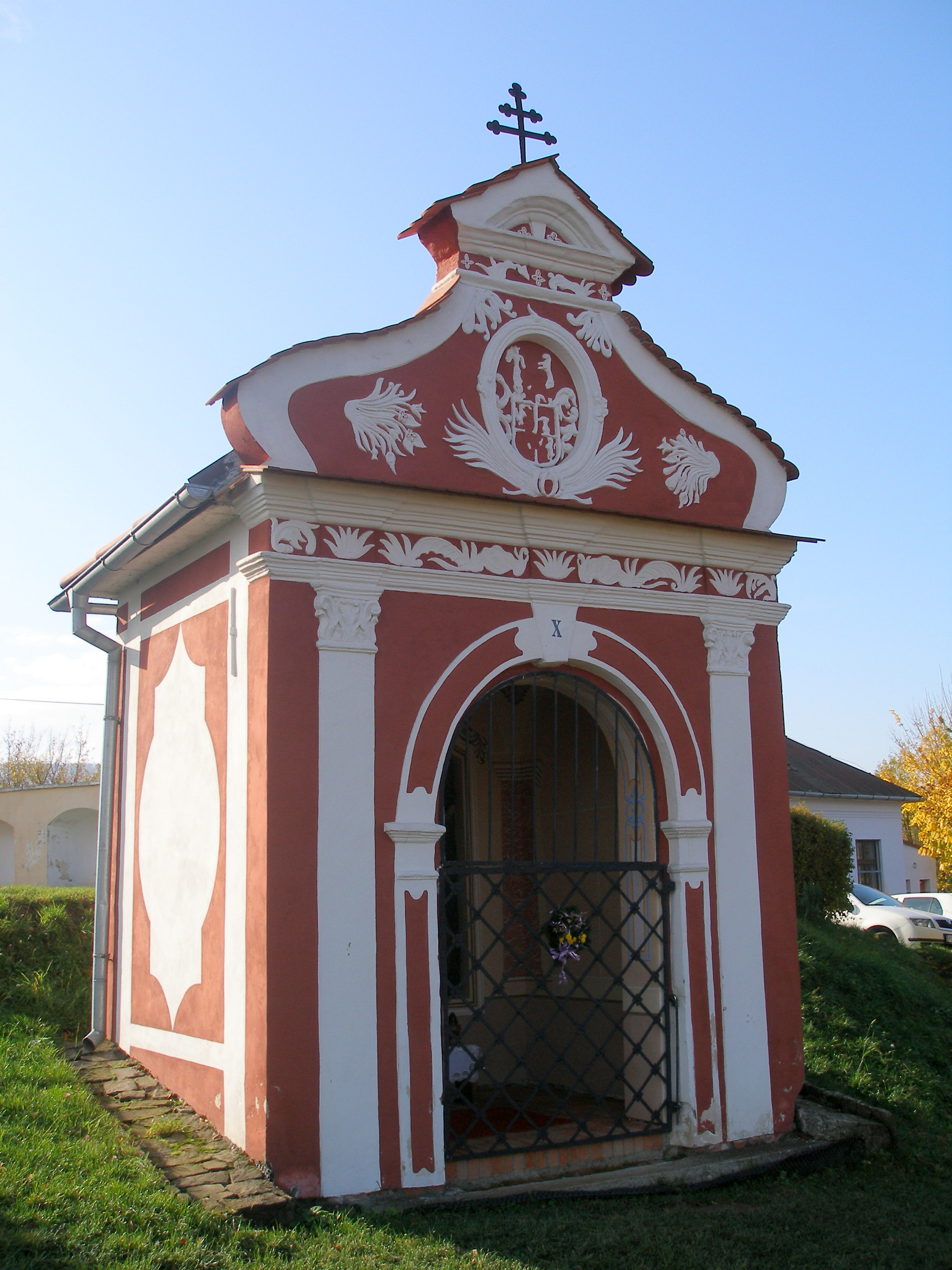
Зупинка 10. Зняття з хреста
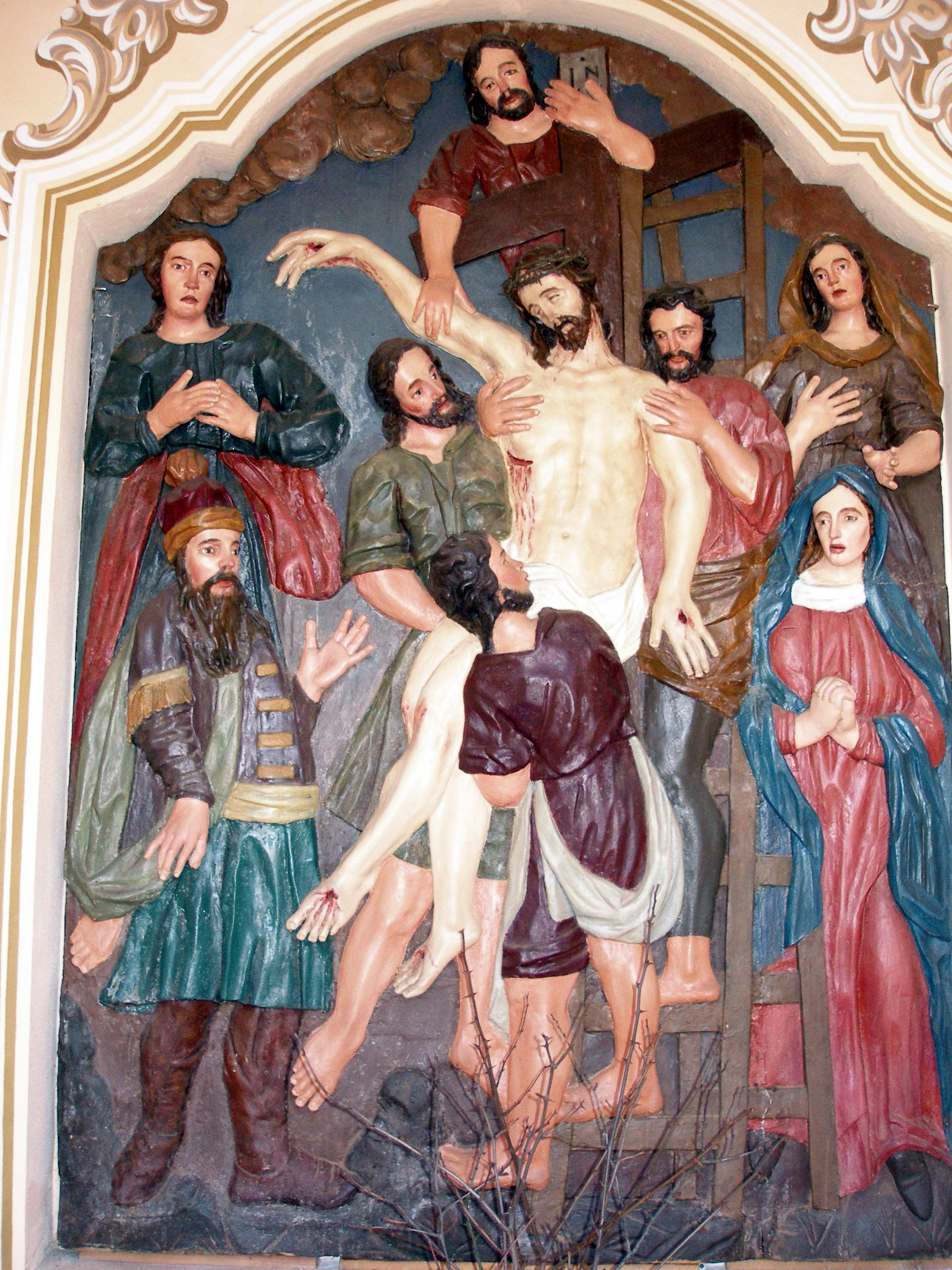
Зупинка 10. Зняття з хреста, інтер'єр
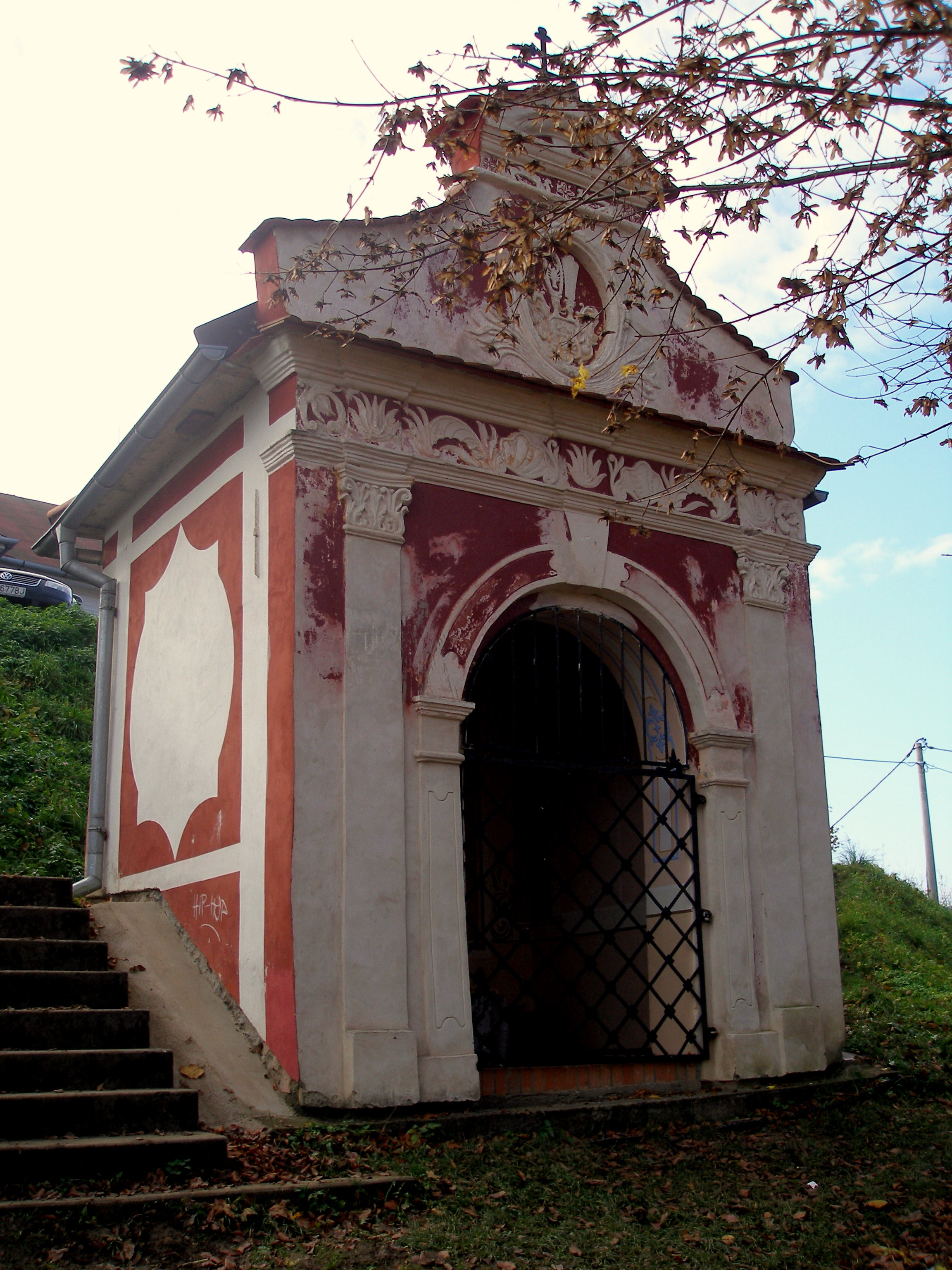
Зупинка 11. Поховання
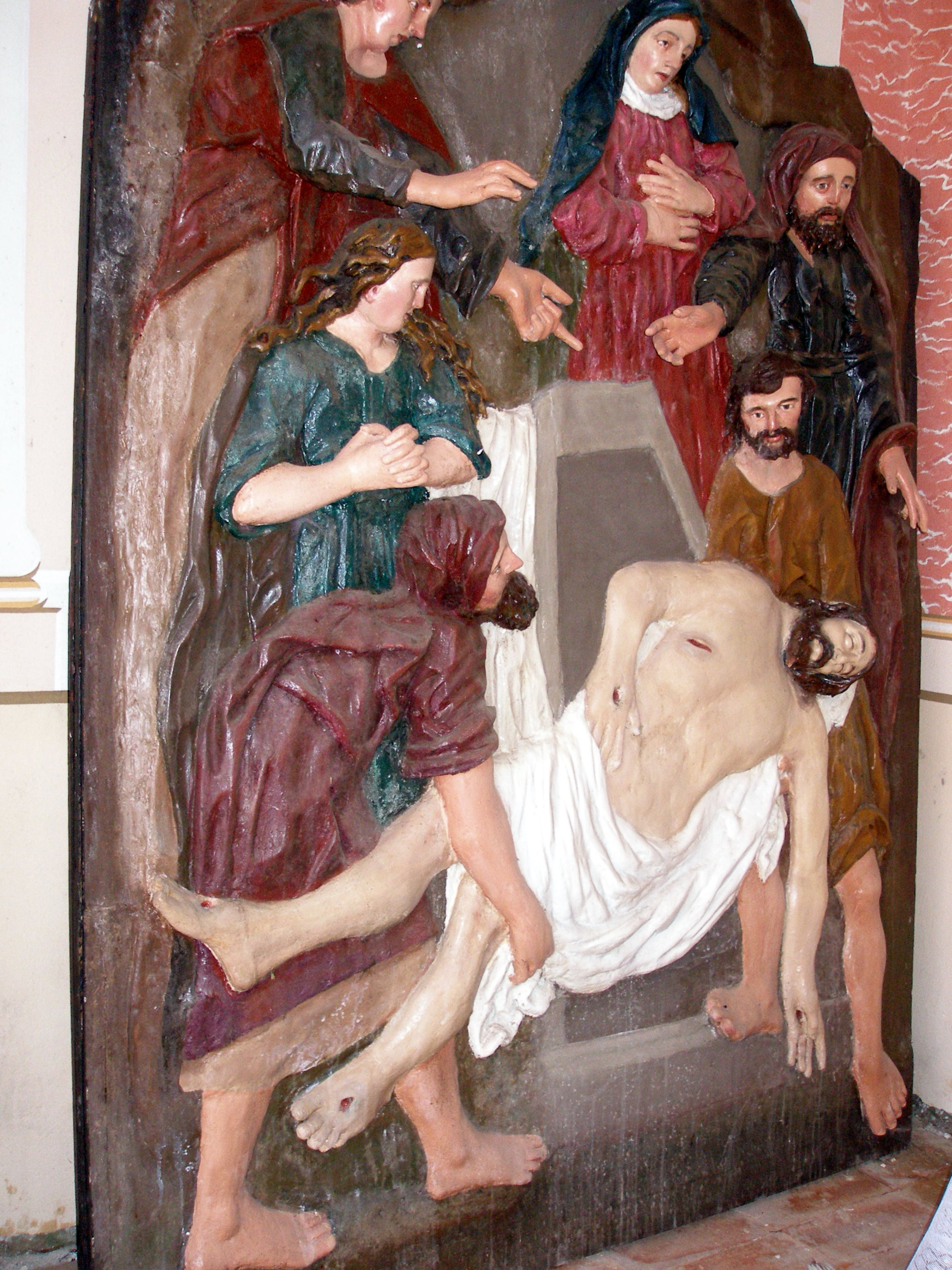
Зупинка 11. Поховання, інтер'єр
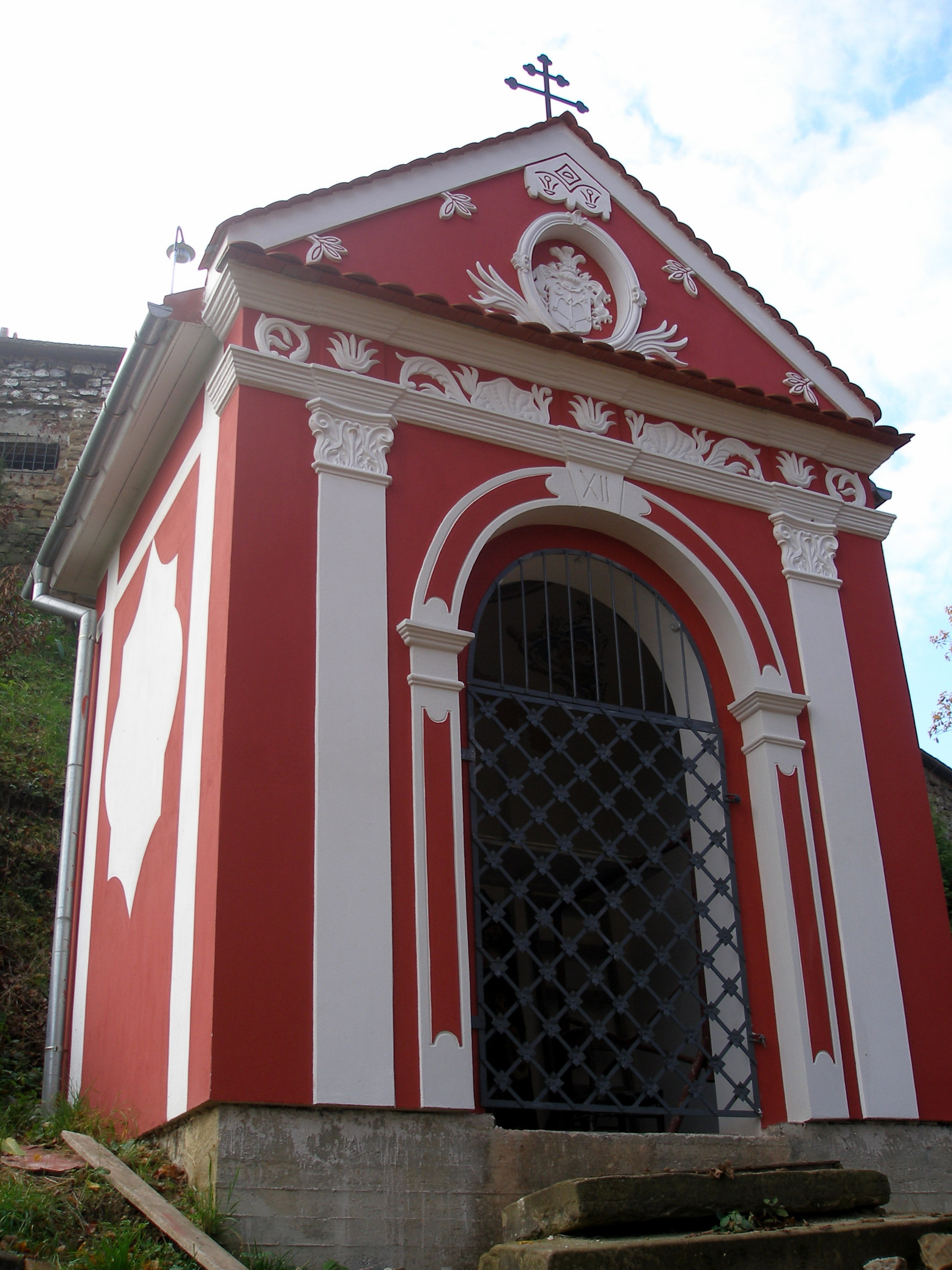
Зупинка 12. Воскресіння
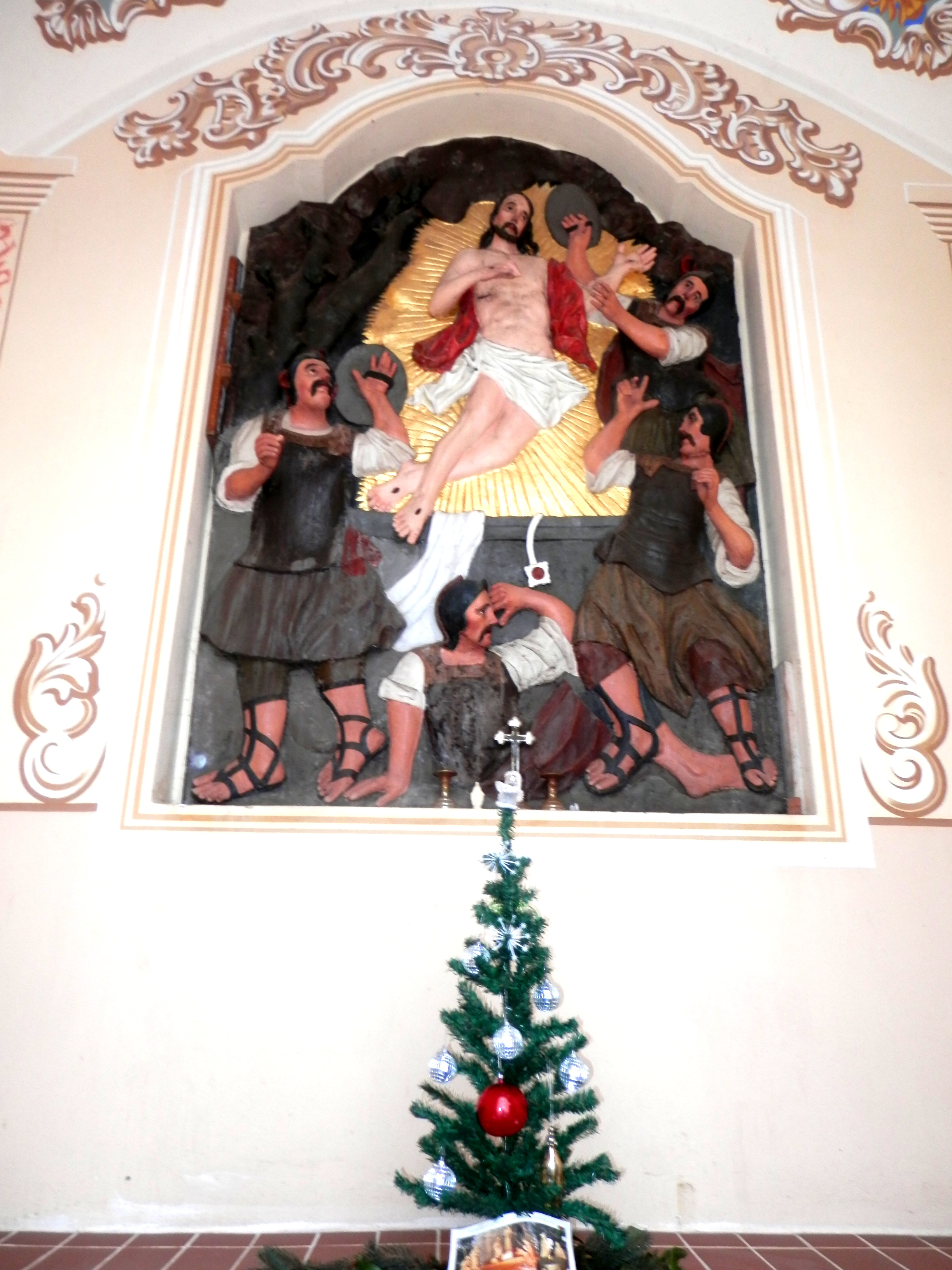
Зупинка 12. Воскресіння, інтер'єр
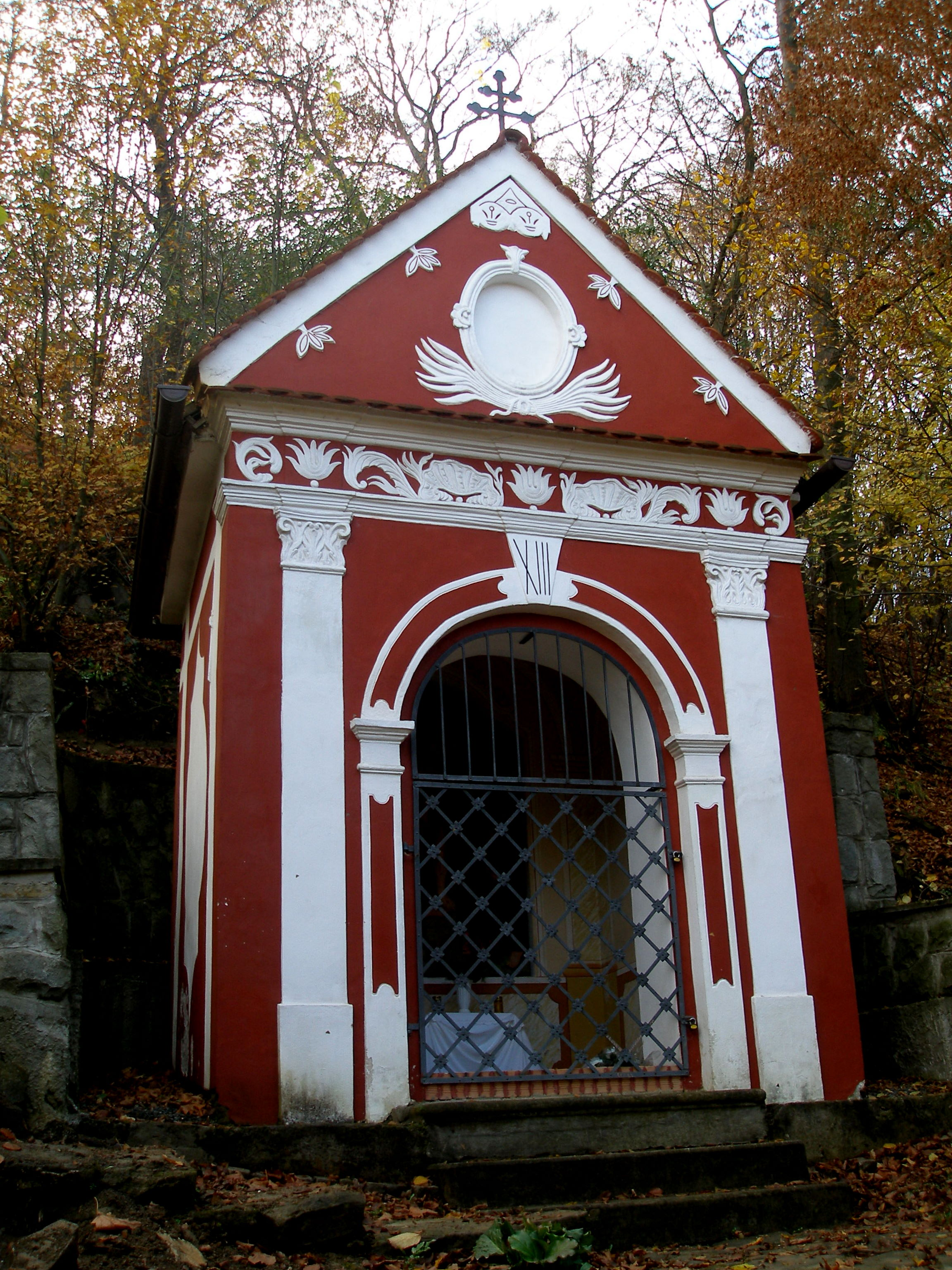
Зупинка 13. Невіруючий Томаш
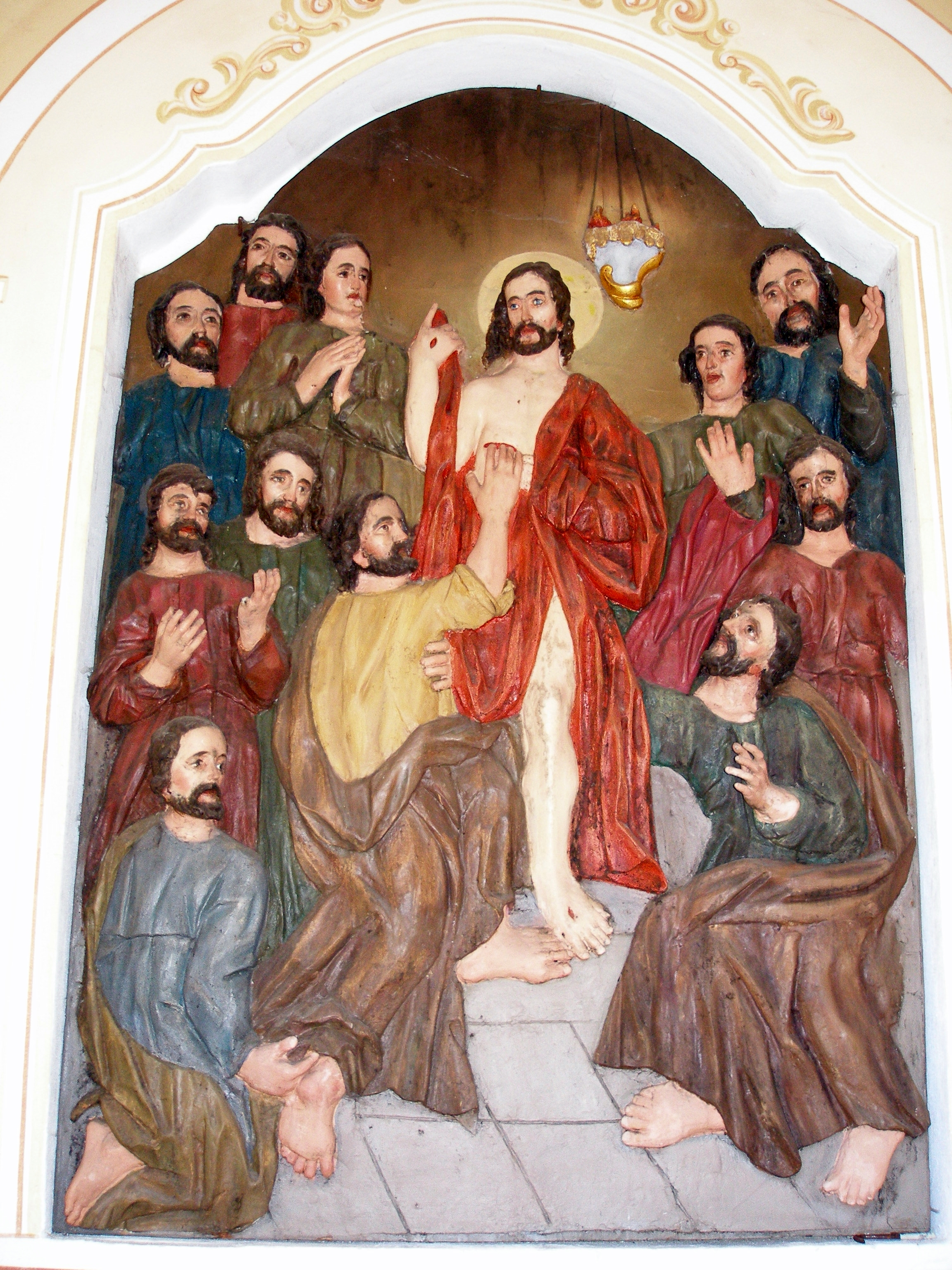
Зупинка 13. Невіруючий Томаш, інтер'єр
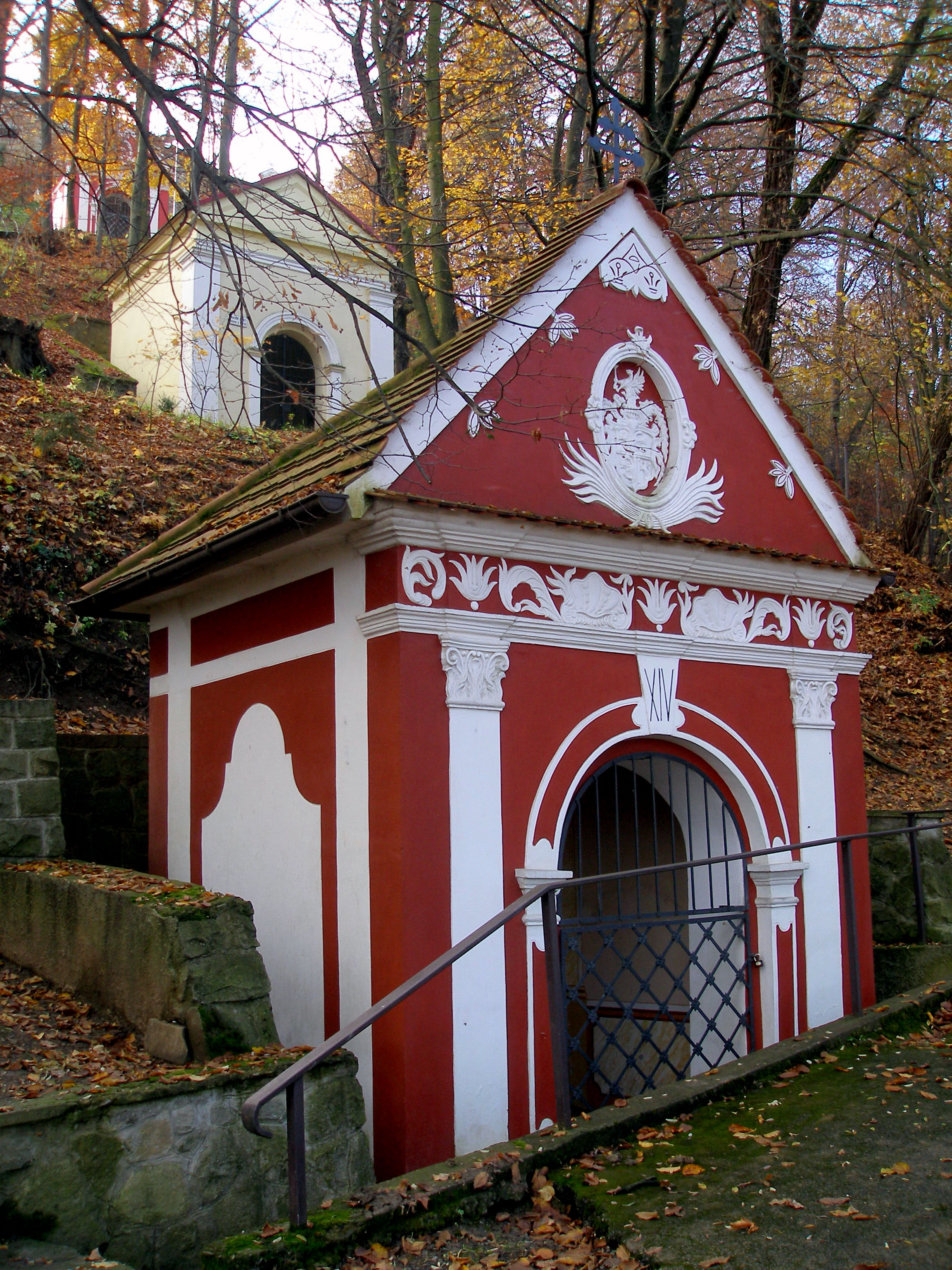
Зупинка 14. Вознесіння
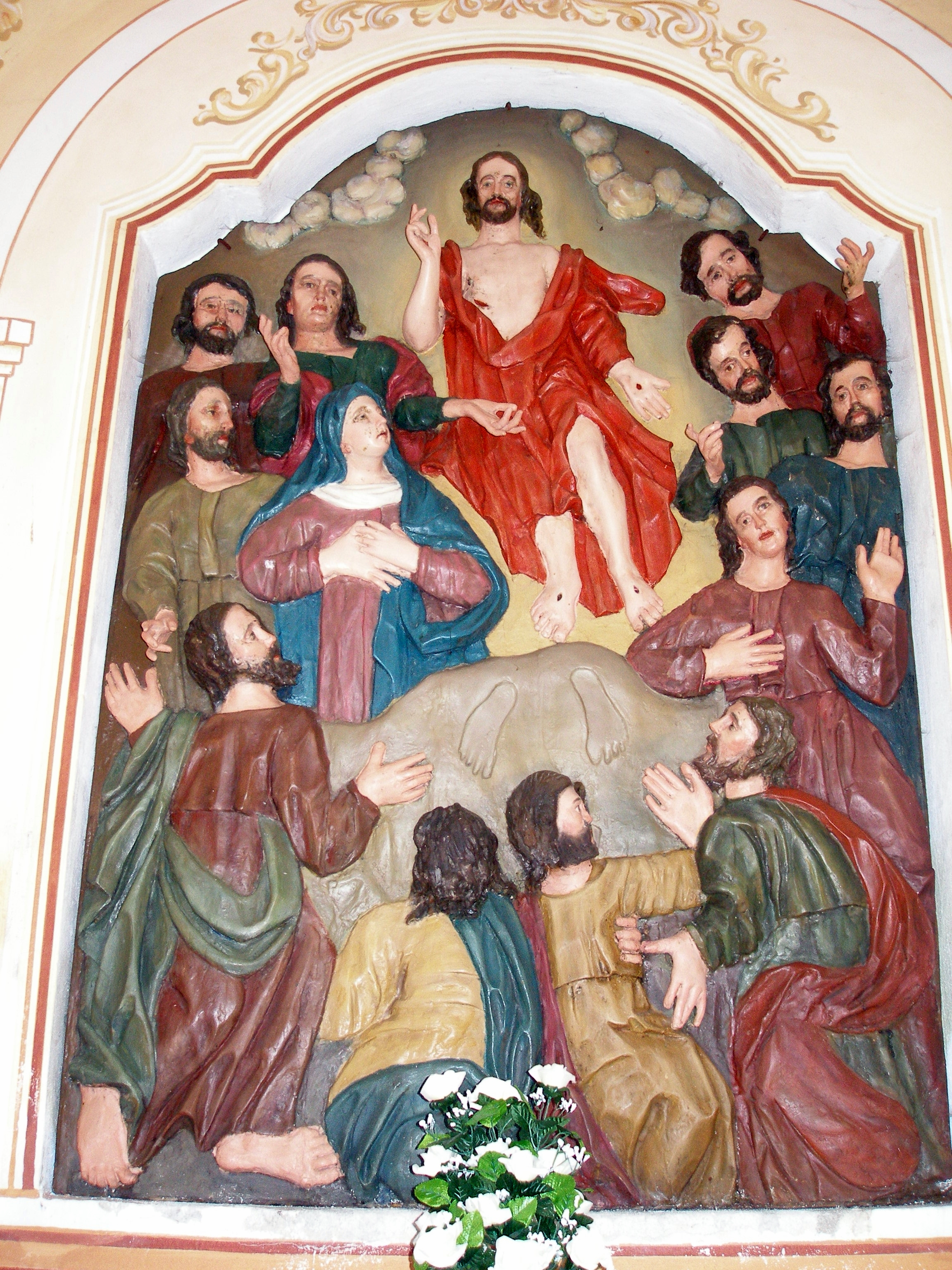
Зупинка 14. Вознесіння, інтер'єр

## Цвинтар та катакомби

### Катакомби
Катакомби були збудовані у 1836 році і виконували функцію усипальниці для духовенства. Їх споруджено в характерному монументальному стилі — при погляді з міста кам'яна стіна катакомб створює ілюзію кріпосних мурів, що підсилює враження сакральності й недоступності цього місця. Увійшли вони до загальної композиції Кальварії пізніше, проте гармонійно доповнили її структуру та символіку.

### Цвинтар
Прилеглий цвинтар також має велику історичну та художню цінність. Тут збереглися витончені крипти, оформлені у стилі ампір та історизму, які відображають поховальні традиції заможних родин і духовної еліти 18–19 століть. Частина надгробків та декоративних елементів має значення не лише як приклад релігійного мистецтва, але і як джерело для дослідження регіональної історії.

### Сучасний стан
Упродовж ХХ і ХХІ століть комплекс неодноразово зазнавав реставраційних робіт. Внаслідок часу та природних впливів частина об'єктів потребувала відновлення. На сьогодні на багатьох частинах Кальварії тривають активні будівельні, реставраційні та консерваційні заходи, спрямовані на збереження архітектурної автентичності та духовного значення цього унікального місця.
Пряшівська Кальварія залишається важливим центром паломництва, духовності та культурної спадщини східної Словаччини.

## Церква Святого Хреста
Костел Святого Хреста — головна сакральна споруда комплексу Пряшівської Кальварії, збудована у стилі бароко в 1753 році. Архітектором проєкту був Франтішек Перґер, знаний також як автор Кальварії в Банській Штявниці.

### Архітектура та інтер'єр
Костел являє собою яскравий приклад барокової архітектури, де поєднання кольору та світла створює ілюзію більшого простору, ніж є насправді. Настінні розписи в інтер'єрі виконані пряшівським художником Ондреєм Тртиною, який зумів наповнити внутрішній простір візуальною глибиною та духовним змістом.
Над головним вівтарем розташовані три хрести, а також скульптури Діви Марії, Марії Магдалини та апостола Івана, що символізують сцену Розп'яття.

### Додаткові каплиці
До костелу в 1766 році були прибудовані дві бічні каплиці:
- з півдня — каплиця Божого Серця,
- з півночі — каплиця Святого Гробу.

У 1767 році біля зовнішнього муру зведено двоповерхову каплицю з пластикою «Ecce homo!» («Ось чоловік!»), що зображує зневаженого Христа перед натовпом.

### Орган і дзвони
У 1768 році в костелі встановлено орган, який став невід'ємною частиною літургійного життя храму. У костелі також зберігаються три дзвони, відлиті у 1752, 1774 та 1824 роках.

### Освячення
Урочисте освячення костелу та всього тодішнього комплексу Пряшівської Кальварії відбулося 14 вересня 1769 року — у день Воздвиження Чесного Хреста, що символічно підкреслює значення цієї святині для міста та всього регіону.